# 2018
2018 (MMXVIII) a fost un an obișnuit al calendarului gregorian, care a început într-o zi de luni. A fost al 2018-lea an d.Hr., al 18-lea an din mileniul al III-lea și din secolul al XXI-lea, precum și al 9-lea din deceniul 2010-2019. A fost desemnat: A fost desemnat:
- Anul European al Patrimoniului Cultural, de către Consiliul UE.[1]
- Anul Centenarului Marii Uniri, în România aniversându-se 100 de ani de la înfăptuirea României Mari.
- Anul orașelor Leeuwarden (Țările de Jos) și Valletta (Malta), numite Capitale Europene ale Culturii.

## Evenimente

### Ianuarie

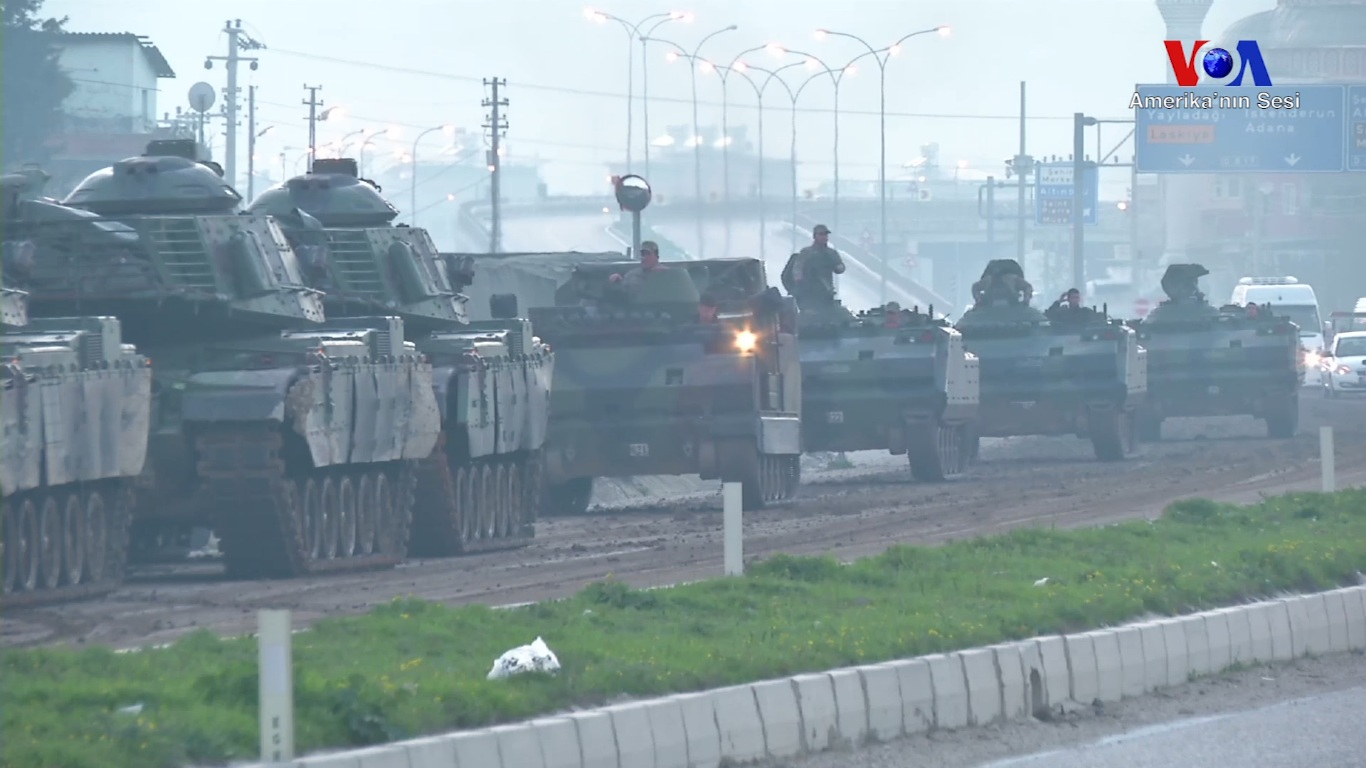
20 ianuarie: Forțele militare terestre din Turcia au invadat regiunea controlată de miliția kurda Afrin din Siria.

- 1 ianuarie: Bulgaria a preluat președinția semestrială a Consiliului Uniunii Europene de la Estonia.
- 1 ianuarie: Guvernele Arabiei Saudite și Emiratelor Arabe Unite introduc TVA-ul pentru prima dată în istoria lor.[2]
- 1 ianuarie: Alain Berset preia funcția de președinte al Confederației Elvețiene. În vârstă de 45 de ani, Berset este cel mai tânăr președinte al Elveției din 1934.
- 2 ianuarie: În urma refuzurilor repetate ale președintelui Republicii Moldova, Igor Dodon, de a ratifica mai mulți miniștri proeuropeni, Curtea Constituțională a suspendat temporar atribuțiile de numire a noilor miniștri.[3][4]
- 7 ianuarie: În orașul australian Sydney, s-a înregistrat cea mai ridicată temperatură din ultimii 79 de ani, termometrele înregistrând 47,3 °C [5] în timp ce în estul Statelor Unite și a Canadei s-au înregistrat temperaturi record de aproape -50 °C [5] În România, de Bobotează și de Sf. Ioan s-au înregistrat temperaturi de aproape 20 °C.[6]
- 12-13 ianuarie: Alegeri prezidențiale în Cehia.
- 13 ianuarie: Agenția de gestionare a situațiilor de urgență din Hawaii au trimis o alarmă falsă de avertizare cu privire la un atac de rachetă balistică care a provocat panica în stat.
- 14 ianuarie: În Peru are loc un cutremur cu magnitudinea de 7,1 pe scara Richter, înregistrîndu-se două decese și 26 de răniți.[7]
- 14 ianuarie: Scufundarea petrolierului iranian MV Sanchi în marea Chinei de Est provoacă cea mai importantă scurgere de ulei din ultimii 27 de ani.
- 15 ianuarie: La finalul ședinței Comitetului Executiv Național al PSD, după retragerea sprijinului politic, prim-ministrul Mihai Tudose și-a anunțat demisia.
- 16 ianuarie: Prima vizită în România a unui prim-ministru din Japonia. Premierul Shinzo Abe a vizitat Muzeul Satului (în lipsa unei întâlniri cu premierul demisionar al României) și a fost primit de președintele Klaus Iohannis.
- 17 ianuarie: Președintele Klaus Iohannis a desemnat-o pe Vasilica-Viorica Dăncilă, propusă de PSD, pentru funcția de prim-ministru al României.
- 17 ianuarie: Guvernul ceh, condus de premierul Andrej Babis, și-a anunțat demisia la o zi după ce nu a reușit să obțină votul de încredere din partea camerei inferioare a legislativului de la Praga.

- 17 ianuarie: Tapiseria de la Bayeux, care descrie Cucerirea normandă a Angliei și care măsoară aproape 70 de metri lungime, va fi expusă pentru prima dată în Marea Britanie, după ce președintele francez Emmanuel Macron a fost de acord să o împrumute pentru prima dată în 950 de ani.[8]
- 20 ianuarie: Proteste de amploare în București și în marile orașe din țară împotriva modificărilor legilor justiției. În București protestatarii s-au deplasat în marș de la Piața Universității către Palatul Parlamentului, unde zeci de mii de oameni și-au aprins luminile de la telefoane.
- 20 ianuarie: Turcia, condusă de președintele Recep Tayyip Erdoğan, anunță începerea unei ofensive militare pentru a captura o parte din Siria de nord de la forțele kurde, în contextul actualului conflict kurd-turc.
- 24 ianuarie: Celebrarea a 159 de ani de la Mica Unire – Unirea Principatelor Române sub conducerea lui Alexandru Ioan Cuza. Mica Unire de la 1859 a fost primul pas important pe calea înfăptuirii statului național unitar român.
- 24 ianuarie: Două primate din genul macac, au fost clonate în premieră mondială într-un laborator din China, prin aceeași metodă cu care a fost creată oaia Dolly, cu 22 de ani în urmă.[9]
- 27 ianuarie: Președintele ceh în funcție, Miloš Zeman, care s-a opus imigrației și a obiectat împotriva sancțiunilor UE împotriva Rusiei, este ales pentru al doilea mandat ca președinte al Republicii Cehe, după ce a obținut 51,8% din voturi în fața contracandidatului pro-UE Jiří Drahoš.[10]
- 29 ianuarie: Viorica Dăncilă este confirmată de Parlament și devine prim-ministru, fiind prima femeie din România care ocupa acest post. Ea este al treilea prim-ministru al României în mai puțin de 13 luni.
- 31 ianuarie: Are loc o eclipsă totală de Lună vizibilă în Oceania, Asia și America de Nord, care coincide cu o SuperLuna și o Lună albastră.[11] Această coincidență a celor trei evenimente astronomice nu a mai fost observată de 35 de ani.

### Februarie

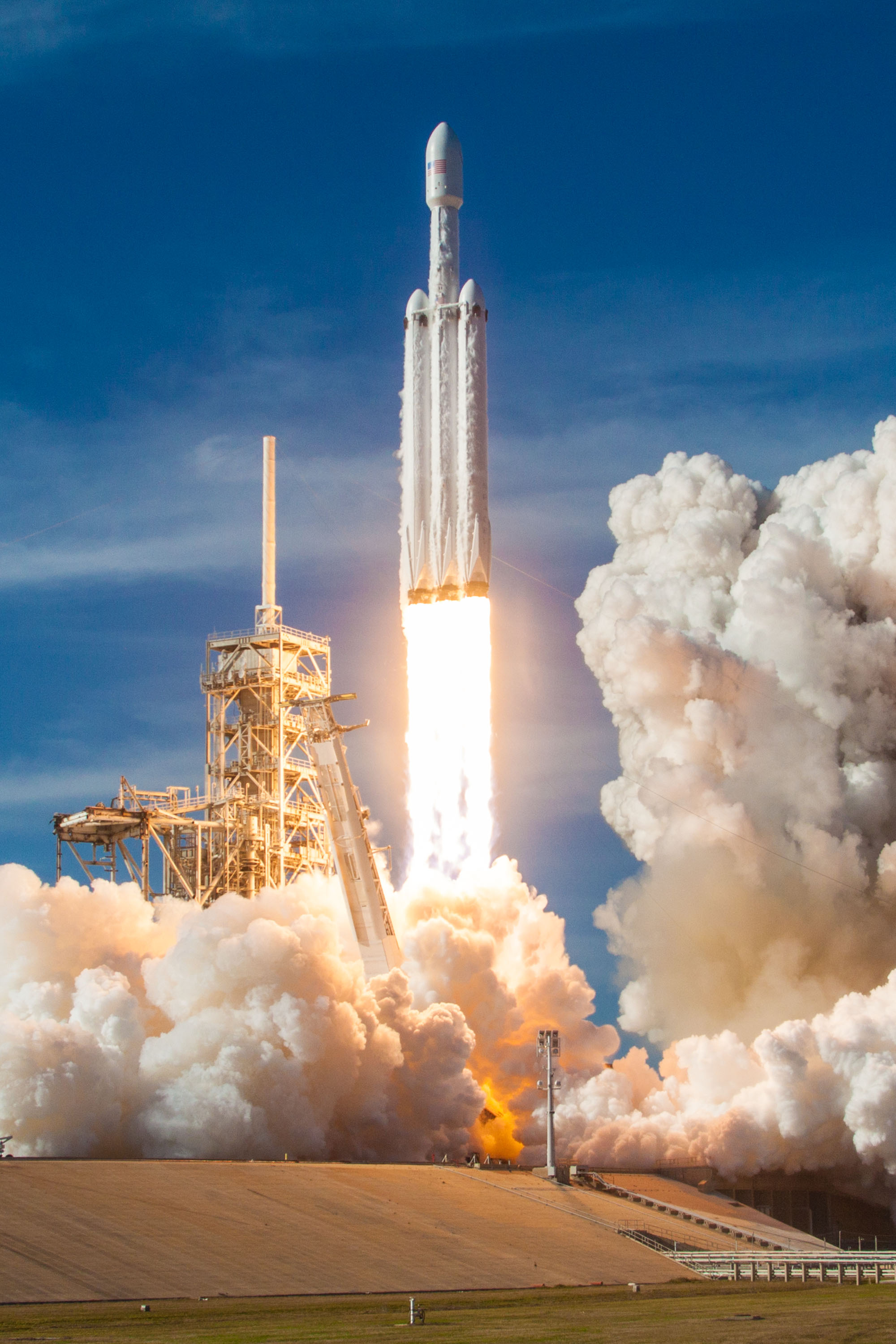
6 februarie: Lansarea rachetei Falcon Heavy.

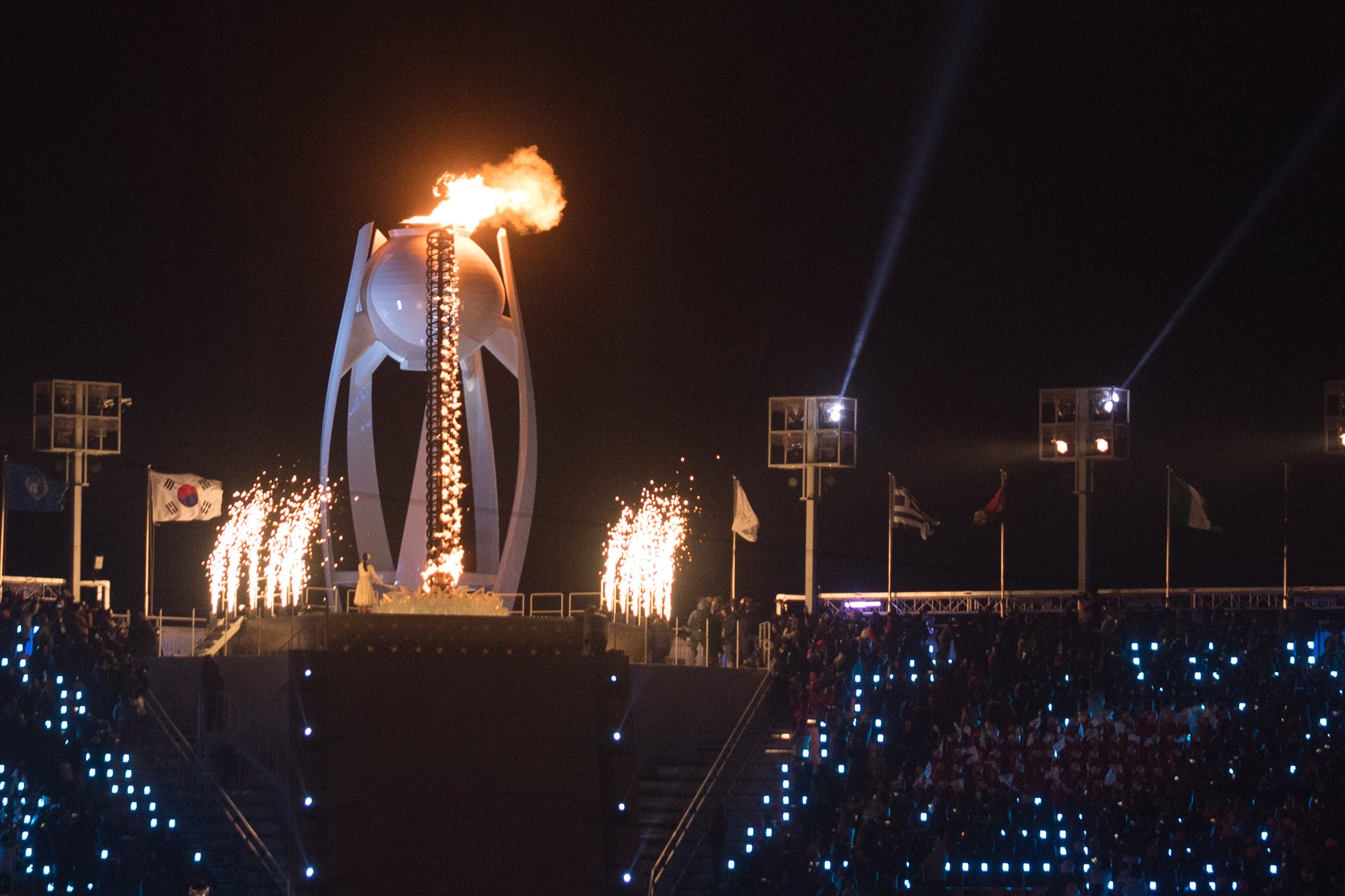
9 februarie: Ceremonia de deschidere a Jocurilor de Olimpice de Iarnă, la Pyeongchang, Coreea de Sud.

- 1 februarie: Revista National Geographic publică un articol despre un grup de cercetare americano-european care a descoperit în jungla Guatemalei ruinele de acum aproximativ 60.000 de ani ale unor structuri aparținând civilizației maya. Cercetatorii au folosit în munca lor tehnologia laserului LIDAR.[12]
- 1 februarie: Centrele pentru Controlul și Prevenirea Bolilor a redus prevenirea globală cu 80% din cauza lipsei de finanțare.[13][14]
- 4 februarie: Nicos Anastasiades (Partidul Conservator și Creștin-Democrat), (DYSY), în vârstă de 71 de ani, a fost reales în funcția de președinte al Ciprului pentru încă un mandat de 5 ani.
- 5 februarie: Indicele bursier Dow Jones au avut o scădere de 1.175 de puncte, cea mai mare după criza financiară din anul 2008.[15]
- 6 februarie: SpaceX a lansat cu succes cea mai puternică rachetă din lume, Falcon Heavy. Racheta, fără echipaj uman, are la bord o mașină electrică Tesla Roadster.
- 9 februarie: Deschiderea Jocurile Olimpice de iarnă de la Pyeongchang (Coreea de Sud). Sportivii din Coreea de Nord și Coreea de Sud au defilat sub același drapel la ceremonia de deschidere. România participă cu o delegație de 28 sportivi, cuprinzând 8 probe olimpice.
- 11 februarie: Un avion de pasageri al companiei ruse Saratov Airlines, cu 71 de persoane la bord, s-a prăbușit la scurt timp după ce a decolat de pe aeroportul Domodedovo din Moscova. Nu există supraviețuitori.
- 14 februarie: Are loc un masacru într-un liceu din Parkland, Florida, Statele Unite, în care au fost ucise 17 persoane și alte 17 au fost rănite. Evenimentul a ajuns să fie cunoscut ca: "masacrul de la liceul Marjory Stoneman Douglas".[16]
- 14 februarie: Controversatul președinte al Africii de Sud, Jacob Zuma, și-a anunțat demisia "cu efect imediat", cedând ordinelor partidului său, Congresul Național African.[17]
- 15 februarie: Hailemariam Desalegn demisionează din funcția de prim-ministru al Etiopiei după un mandat de șase ani, pe fondul tulburărilor în desfășurare din regiunile Oromia și Amhara.[18]
- 16 februarie: Dorin Chirtoacă demisionează din funcția de primar al Chișinăului după mai bine de 10 ani în funcție.
- 22 februarie: Ministrul justiției Tudorel Toader anunță că va declanșa procedura de revocare a Laurei Codruța Kövesi din funcția de procuror-șef al DNA. Anunțul a fost urmat rapid de proteste în câteva orașe mari din țară.[19]
- 25 februarie: Are loc ceremonia de închidere a Jocurilor Olimpice de iarnă. Echipa Norvegiei conduce în clasamentul pe medalii cu 39 medalii (14 aur, 14 argint și 11 bronz), urmată de Germania și Canada.

### Martie

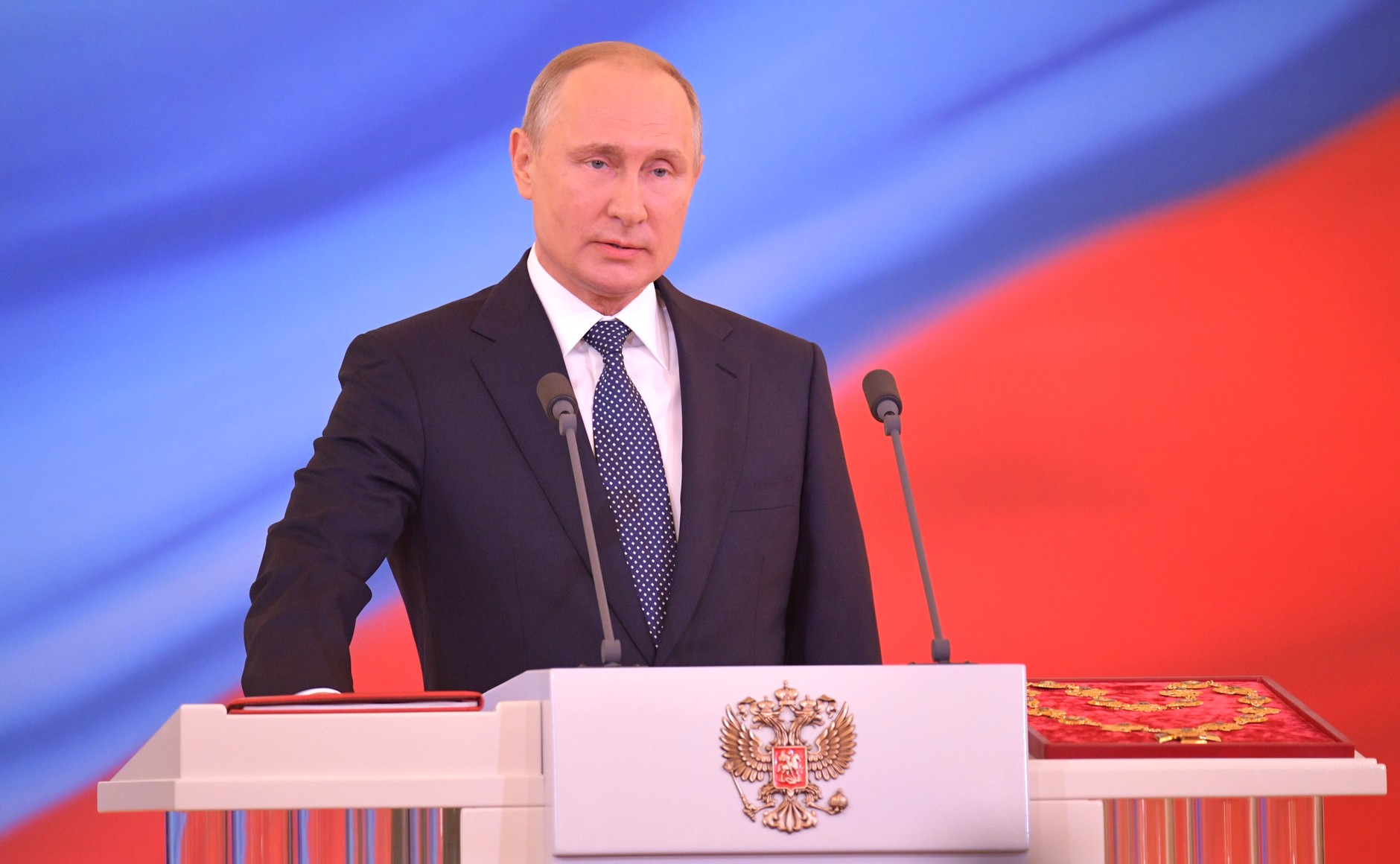
18 martie: Vladimir Putin câștigă un nou mandat prezidențial cu 76,69% din voturile exprimate.

- 1 martie: Valul de ger siberian care a cuprins Europa în ultimele zile a făcut 48 de victime. Frontul rece din Siberia, numit "Bestia din Est" în presa britanică, "Ursul siberian" în Olanda și "Tunul de zăpadă" în Suedia, a acoperit regiuni întregi de zăpadă, a închis școlile și a provocat haos în rețeaua de transport.[20]
- 4 martie: Alegeri legislative în Italia.
- 4 martie: Oscar 2018: The Shape of Water câștigă 4 oscaruri, inclusiv premiul pentru Cel mai bun film și premiul pentru Cel mai bun regizor pentru Guillermo del Toro.
- 4 martie: Fostul agent de spionaj rus Serghei Skripal, este dus la spital în stare critică după ce a fost atacat în localitatea Salisbury, Anglia, cu o substanță neurotoxică de genul gazului sarin sau VX. Fostul colonel în serviciile secrete ruse fusese condamnat în 2006 la închisoare pentru spionaj în favoarea Marii Britanii. În 2010, primise azil în Marea Britanie după un schimb de agenți de spionaj efectuat între UK și Rusia.[21]
- 5 martie: Parlamentul maltez a aprobat, în unanimitate, amendamentul constituțional care prevede coborârea vârstei de vot de la 18 la 16 ani pentru toate tipurile de alegeri.[22]
- 5 martie: Liderul nord-coreean Kim Jong-Un, s-a întâlnit la Phenian cu o delegație a Coreei de Sud. Este pentru prima dată când liderul de la Phenian se întâlnește cu înalți oficiali sud-coreeni, arătând o disponibilitate de a îmbunătăți relațiile cu statul vecin.
- 14 martie: Marea Britanie expulzează 23 de diplomați ruși și rupe toate legăturile de nivel înalt cu Rusia ca pedeapsă pentru atacul neurotoxic care l-a vizat pe un fost agent rus și pe fiica acestuia în orășelul britanic Salisbury. Atacul a fost descris de premierul Theresa May ca o "utilizare ilegală a forței de către statul rus împotriva Regatului Unit".[23]
- 18 martie: Armata turcă a cucerit orașul sirian Afrin.[24]
- 18 martie: Alegeri prezidențiale în Rusia. Actualul președinte Vladimir Putin, liderul partidului Rusia Unită, a obținut încă un mandat cu 76,69% din voturile exprimate.

19 martie: "Sudan", ultimul mascul de rinocer alb nordic de pe Terra a murit la 45 de ani.

- 19 martie: "Sudan", ultimul mascul de rinocer alb nordic de pe Terra a fost eutanasiat în Kenya, într-o rezervație situată la 200 de km la nord de Nairobi, din cauza complicațiilor legate de vârsta sa înaintată (45 de ani).[25] Decesul lui Sudan este sinonim cu stingerea acestei subspecii.
- 21 martie: Primul ministru peruan Pedro Pablo Kuczynski, demisionează din cauza acuzațiilor de corupție.[26]
- 23 martie: Într-un atac cu luarea de ostatici în orașul francez Trèbes din sudul Franței, cinci persoane, inclusiv atacatorul, au fost ucise. Atacatorul, care și-a declarat apartenența la gruparea teroristă Stat Islamic, a cerut eliberarea lui Salah Abdleslam, unul dintre autorii atentatelor teroriste de la Paris din 2015, în urma cărora 130 de oameni au murit.[27]
- 25 martie: Cel puțin 64 de persoane sunt ucise într-un incendiu la un centru comercial din Kemerovo, Siberia.
- 26 martie: Comisia Federală americană pentru Comerț a confirmat că investighează politicile de confidențialitate ale Facebook, Inc., proprietarul serviciilor Facebook, Instagram și WhatsApp, după ce a descoperit că o companie de consultanță politică, Cambridge Analytica, a oferit acces la datele personale ale utilizatorilor.
- 26 martie: Peste 100 de diplomați ruși sunt expulzați din peste 20 de țări, ca răspuns la uciderea dublului spion rus pe teritoriul Marii Britanii. România a anunțat expulzarea unui diplomat rus.[28]
- 21 martie: Pelicula „Un pas în urma serafimilor” a obținut premiul pentru cel mai bun film la ediția a XII-a a Premiilor Gopo.
- 29 martie: Consulatul american din Sankt Petersburg este închis și 60 de diplomați americani sunt expulzați din Rusia, ca măsură simetrică pentru închiderea consulatului rus din Seattle.[29]

### Aprilie

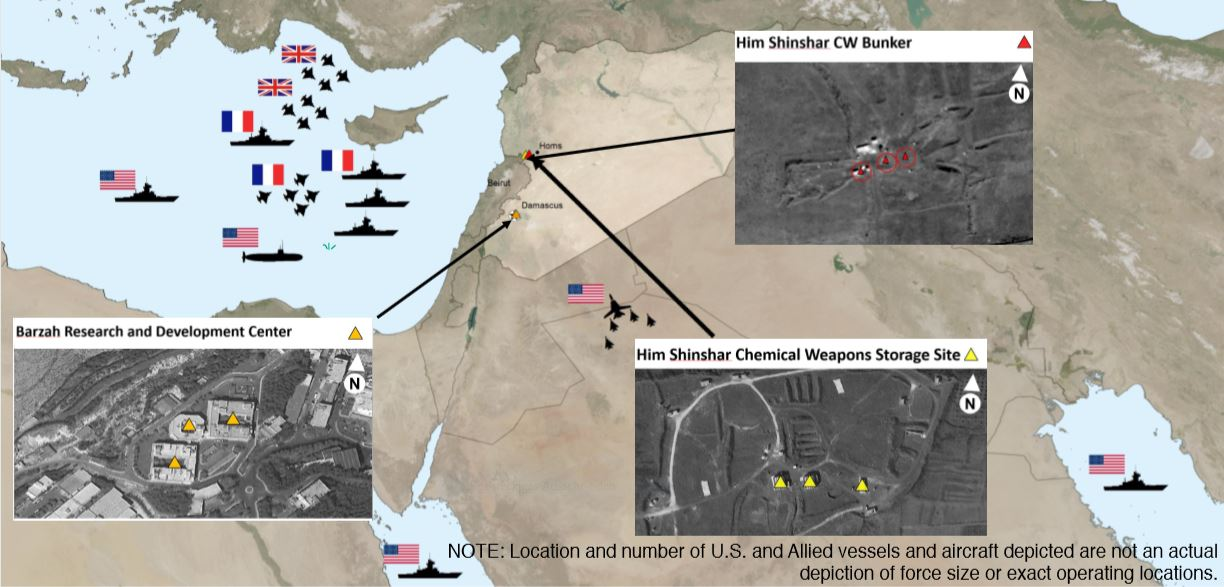
14 aprilie: Statele Unite, Marea Britanie și Franța au lansat 103 rachete de croazieră împotriva Siriei, ca răspuns la un atac chimic atribuit administrației Bashar al-Assad.

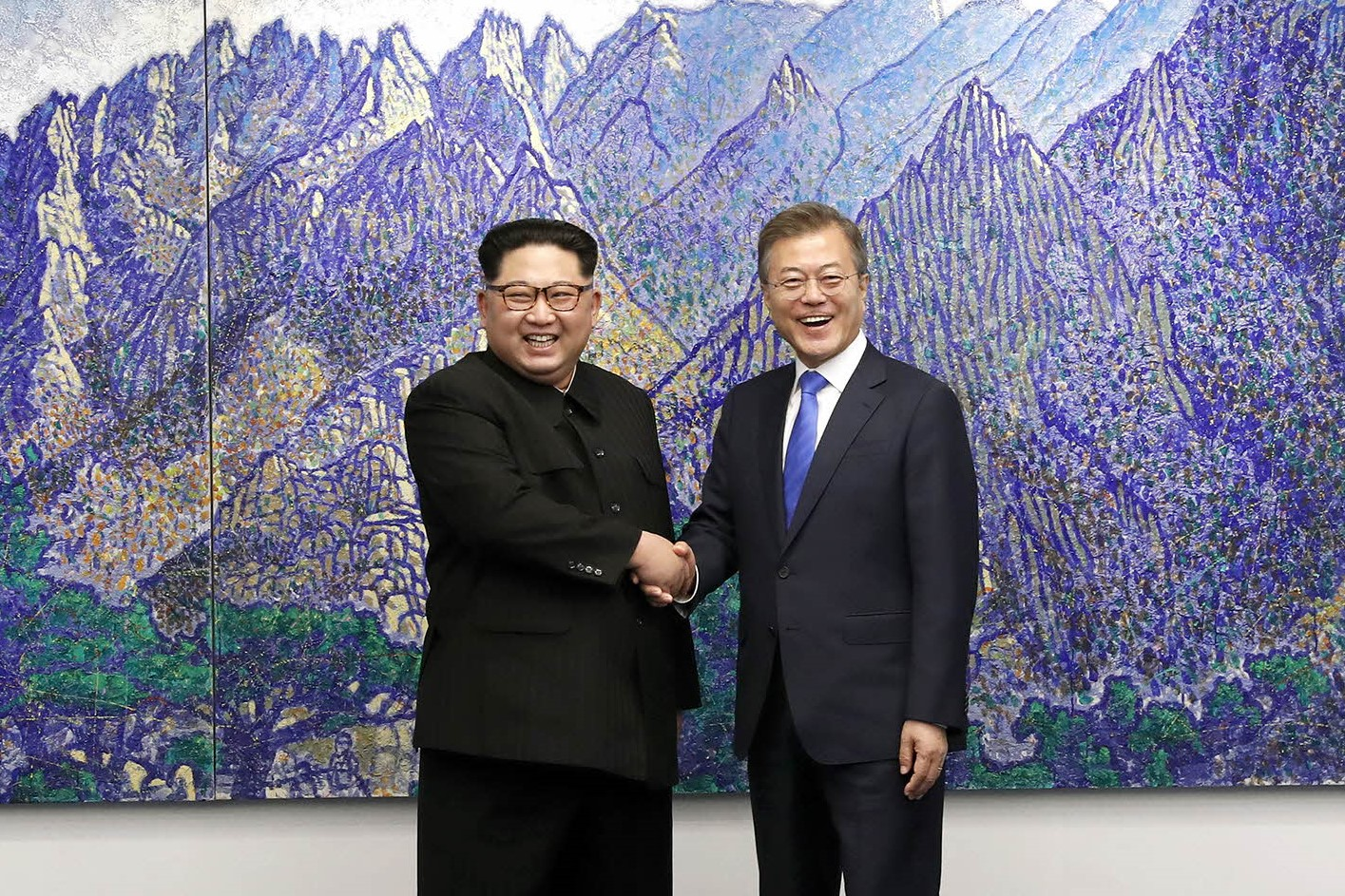
27 aprilie: Președintele Coreei de Sud, Moon Jae-in, și liderul suprem al Republicii Populare Democrate Coreene, Kim Jong-un, s-au întâlnit la summitul intercoreean și au traversat simbolic linia de demarcație dintre cele două state.

- 5 aprilie: Ca parte a procesului de modernizare, familia regală saudită acordă pentru prima dată o licență cinematografică după 35 de ani. La 18 aprilie se va deschide primul cinematograf în capitala Arabiei Saudite. Cinematografele au fost scoase în afara legii în anii '80 din motive religioase (fiind considerate izvoare de depravare). Totuși, în sălile cinematografice va rămâne segregația locurilor în funcție de sex.[30]
- 5 aprilie: Adunarea Generală a Academiei Române l-a ales pe Ioan-Aurel Pop drept noul președinte al Academiei Române cu 86 de voturi. Contracandidatul său, Victor Voicu, a obținut 56 de voturi. Mandatul de președinte al Academiei Române are o durată de patru ani, iar un membru titular poate deține această funcție de două ori.
- 8 aprilie: Un atac chimic raportat a fost efectuat în orașul sirian Douma, cu aproximativ 70 de persoane ucise. Guvernul sirian și aliații săi neagă ca ar fi utilizat arme chimice.[31]
- 8 aprilie: La alegerile legislative din Ungaria, Fidesz, partidul premierului naționalist de dreapta Viktor Orbán, a obținut 44,87% din voturile exprimate.[32]
- 11 aprilie: Trump a avertizat Rusia printr-o postare de pe Twitter că va bombarda Siria, adăugând că "Rusia nu ar trebui să fie partener cu un animal care își ucide oamenii". Avertismentul președintelui american vine la scurt timp după ce ambasadorul Rusiei în Libia, Alexander Zasypkin, a declarat că orice rachetă lansată de SUA către Siria va fi doborâtă, iar bazele de lansare vor fi atacate.
- 11 aprilie: 257 oameni sunt uciși într-un accident aviatic  în Algeria.[33]
- 14 aprilie: Statele Unite, Marea Britanie și Franța au lansat 103 rachete de croazieră împotriva Siriei, ca răspuns la un atac chimic atribuit administrației Bashar al-Assad, și în care au fost ucise cel puțin 60 de persoane.[34] Rusia a cerut o reuniune de urgență a Consiliului de Securitate al ONU pentru a se discuta despre "acțiunile de agresiune ale Statelor Unite și ale aliaților lor".[35]
- 17 aprilie: Fostul președinte Ion Iliescu este oficial acuzat de crime împotriva umanității pentru rolul său în revoluția din 1989, alături de fostul prim-ministru Petre Roman.[36]
- 20 aprilie: Adunarea Națională l-a desemnat pe Miguel Díaz-Canel, un candidat desemnat de Partidul Comunist, ca succesor al fostului președinte Raúl Castro. Frații Fidel și Raúl Castro au condus Cuba timp de peste 60 de ani.
- 23 aprilie: O camionetă a intrat în mai mulți oameni în Toronto, Canada, ucigând 10 persoane și rănind încă 15. Suspectul Alek Minassian a fost arestat.
- 27 aprilie: Președintele Coreei de Sud,  Moon Jae-in, și liderul suprem al Republicii Populare Democrate Coreene, Kim Jong-un, s-au întâlnit la summitul intercoreean și au traversat simbolic linia de demarcație dintre cele două state, linie care există încă din 1953. Mai târziu, ambii șefi de stat au declarat că susțin o "denuclearizarea completă a Peninsulei Coreene".[37][38]
- 30 aprilie: Opt militari români aflați în Afganistan au fost răniți în timpul unei misiuni în zona de responsabilitate, fiind ținta unui autovehicul capcană.[39]
- 30 aprilie: Primul Ministru israelian, Benjamin Netanyahu, acuză Iranul că nu și-a respectat acordul nuclear după ce a prezentat peste 100.000 de documente care detaliază amploarea programului nuclear al Iranului. Iran denunță prezentarea lui Netanyahu drept "propagandă".

### Mai

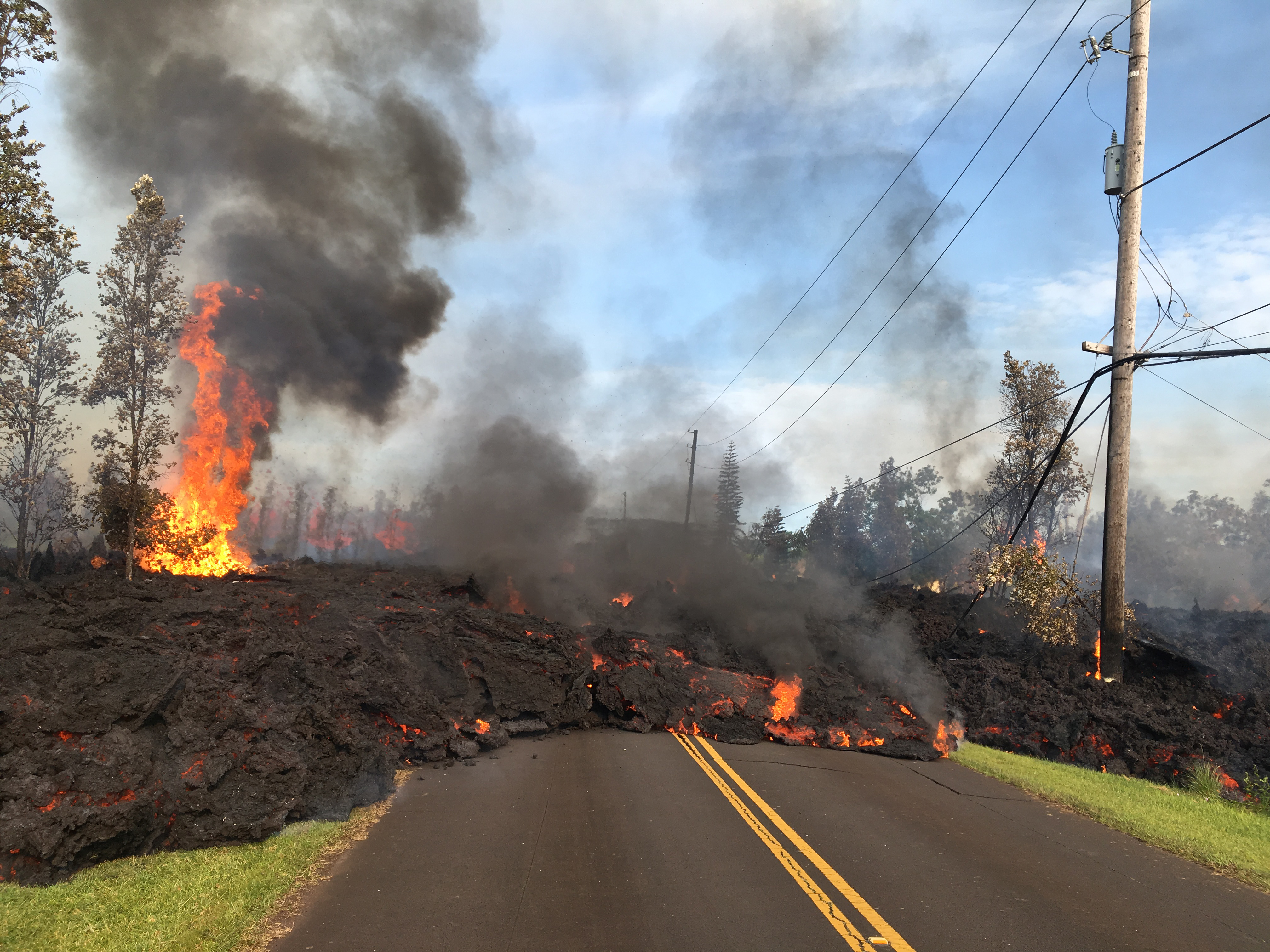
3 mai: Oraș "inundat" de râuri de lavă după erupția unui vulcan in Hawaii.

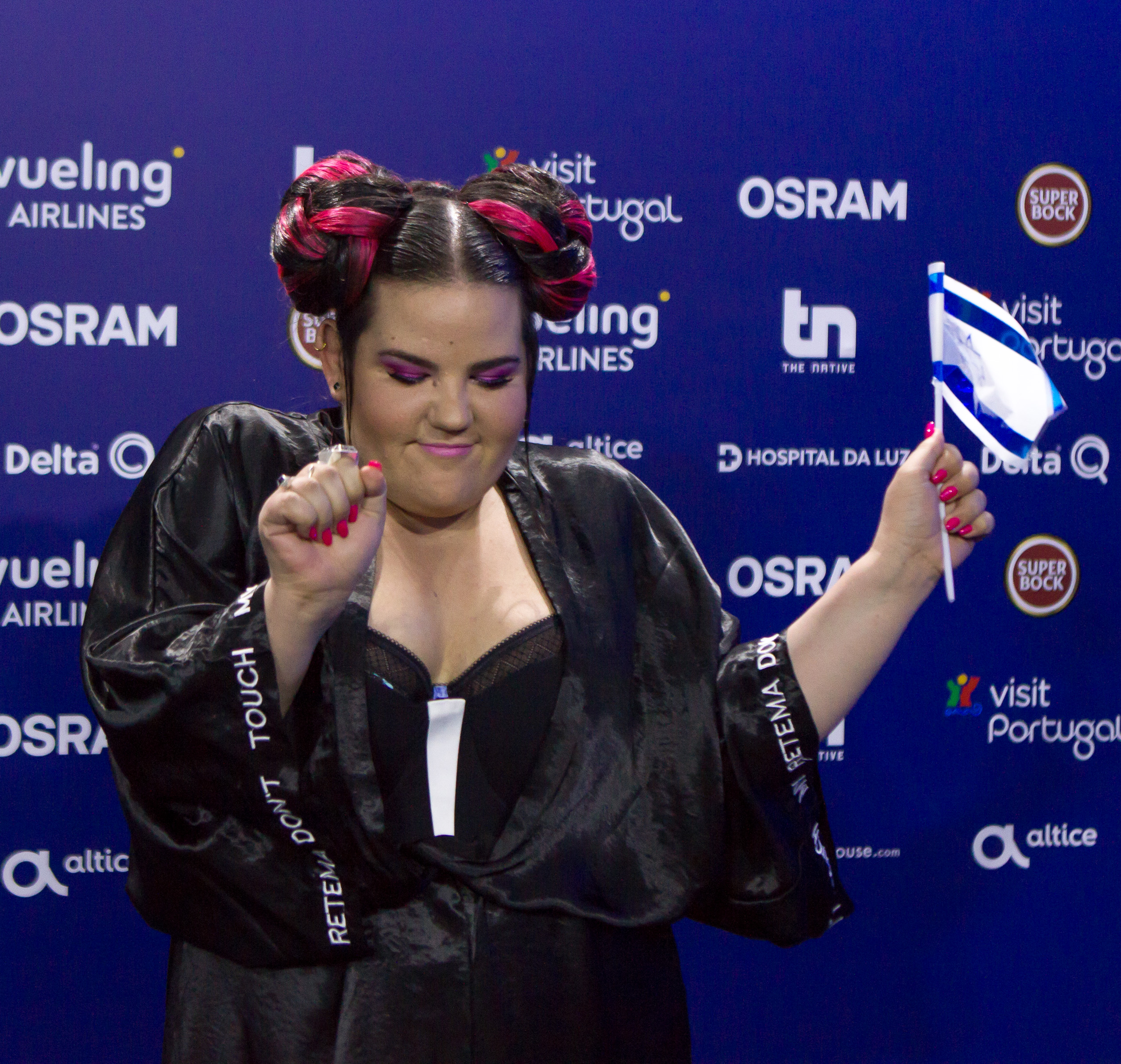
12 mai: Netta Barzilai este câștigătoarea concursului Eurovision 2018.

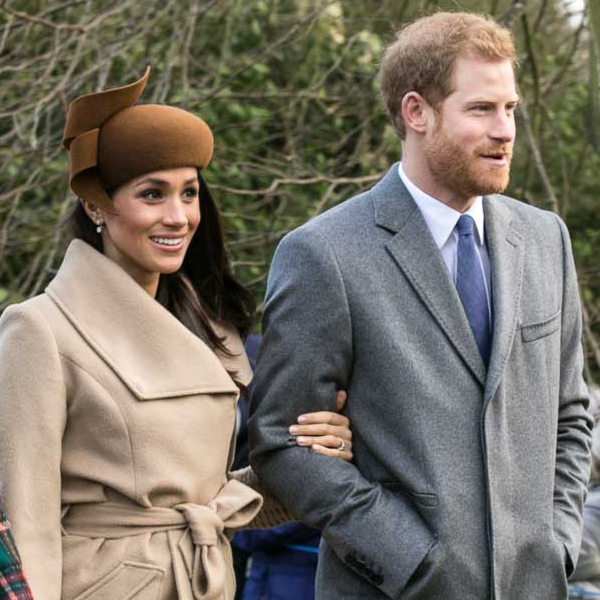
19 mai: Căsătoria Prințului Harry cu actrița americană, Meghan Markle.

- 2 mai: Grupul separatist ETA anunță oficial dizolvarea finală după 40 de ani de conflict și peste 800 de decese în Spania.
- 3 mai: Erupția de la Puna cauzează distrugerea structurilor și forțează mulți cetățeni din Hawaii să evacueze insula în urma inundațiilor cu lavă.
- 4 mai: Academia Suedeză a anunțat că Premiul Nobel pentru Literatură nu va fi acordat în 2018, în urma unui scandal de hărțuire sexuală care îl vizează pe soțul uneia dintre membrele academiei. Laureatul Premiului Nobel pentru Literatură din 2018 va fi desemnat și anunțat în același timp cu laureatul din 2019.[40]
- 5 mai: Sonda InSight a NASA este lansată. Este de așteptat să aterizeze pe Marte în noiembrie .
- 7 mai: Vladimir Putin a depus jurământul pentru cel de-al patrulea mandat ca președinte al Rusiei, care va dura până în 2024.[41]
- 8 mai: Cea de-a 71-a ediție a Festivalului de Film de la Cannes se deschide cu filmul Todos lo saben ("Toată lumea știe") a regizorului iranian Asghar Farhadi.
- 8 mai: Donald Trump anunță că va retrage Statele Unite din acordul nuclear cu Iranul.[42] Acesta conține norme menite să prevină construirea de arme nucleare de către Iran. Liderii Franței, Germaniei și Regatului Unit au semnat o declarație comună în care arată că statele lor rămân angajate în acordul nuclear semnat în 2015.[43] Rusia se declară "profund dezamăgită" de decizia președintelui american.[44]
- 9 mai: Mahathir Mohamad a câștigat alegerile și a devenit prim-ministrul Malaeziei. Înainte de asta, a fost prim-ministru între 1981 și 2003.
- 12 mai: Ediția Eurovision 2018 este câștigată de cântăreața israeliană Netta Barzilai cu piesă nonconformistă "Toy".
- 14 mai: Statele Unite ale Americii își mută ambasada de la Tel Aviv la Ierusalim cu ocazia împlinirii a 70 de ani de la fondarea statului Israel. Palestinienii au organizat proteste violente. 58 de palestinieni au fost uciși și peste 2400 au fost răniți de trupele israeliene.
- 18 mai: Un avion Boeing 737 cu 113 persoane la bord s-a prăbușit după decolarea de pe aeroportul din Havana, Cuba. Doar 3 persoane au supraviețuit, din care una a decedat mai târziu din cauza rănilor.[45][46]
- 19 mai: La Capela Sfântul Gheorghe de la Palatul Windsor are loc căsătoria Prințului Harry cu Meghan Markle. Cu câteva ore înainte de ceremonie, Prințul Harry a fost numit Duce de Sussex.[47]
- 20 mai: Nicolás Maduro a fost reales în funcția de președinte al Venezuelei pentru un nou mandat de 6 ani, după ce a obținut 67,7% din voturile alegătorilor. Procesul electoral a fost contestat atât în țară, cât și pe plan extern, iar prezența la vot a fost de 46,1% după ce principalele forțe de opoziție au făcut apel la boicot.[48]
- 25 mai: Regulamentul UE privind protecția generală a datelor (GDPR) intră în vigoare prin impunerea unor controale stricte de confidențialitate pentru cetățenii europeni din întreaga lume.
- 31 mai: SUA anunță că își va extinde tarifele la oțel importat (25%) și aluminiu (10%).

### Iunie

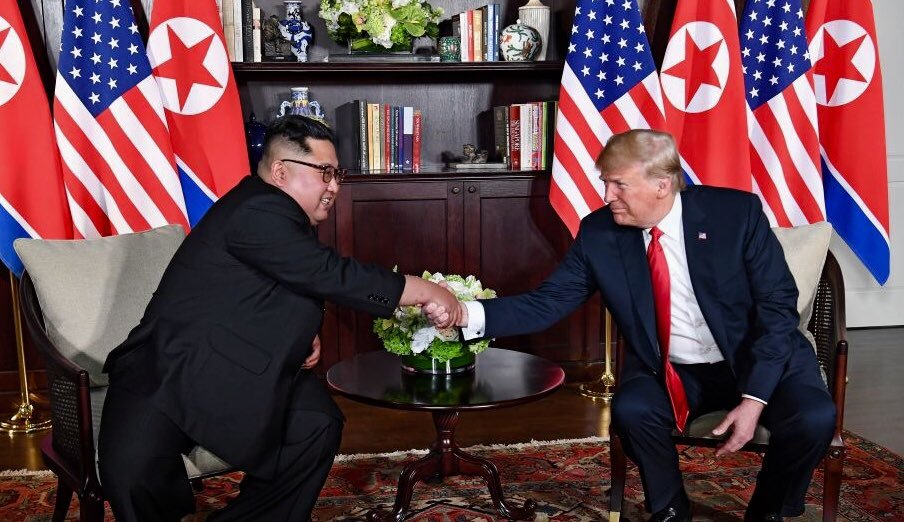
12 iunie: Summitul istoric de la Singapore dintre Kim Jong Un si Donald Trump.

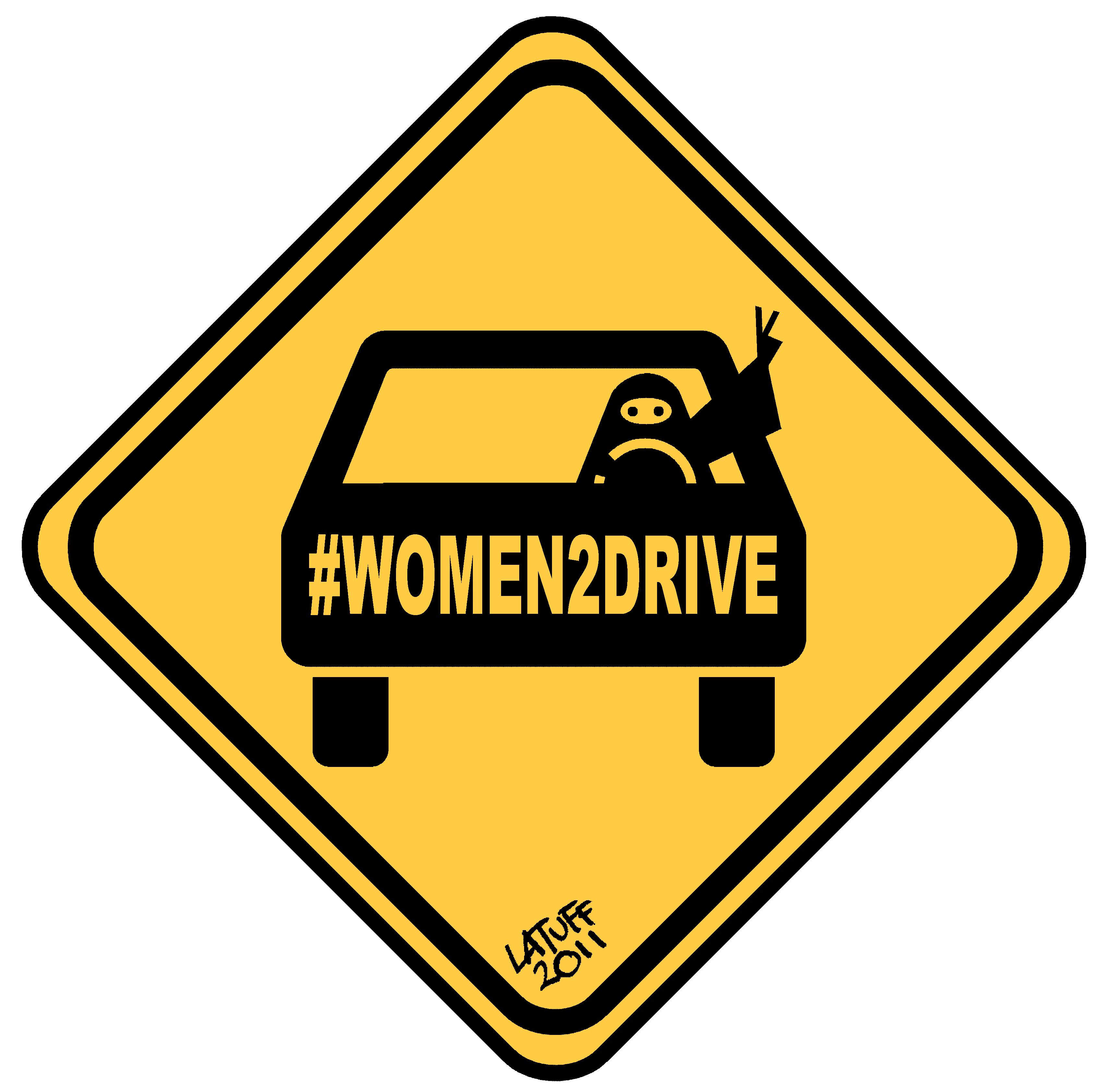
24 iunie: Femeile din Arabia Saudită au dreptul la permis de conducere.

- 1 iunie: Intră în vigoare tarifele suplimentare impuse de guvernul Statelor Unite la importurile de oțel (25%) și de aluminiu (10%) din Uniunea Europeană, Canada și Mexic. Ca reacție, Comisia Europeană anunță impunerea de taxe vamale suplimentare la produse fabricate în Statele Unite, începând din iulie.[49]
- 3 iunie: Cel puțin 69 de persoane au murit, iar alte câteva sute au fost rănite, după erupția vulcanului Fuego din Guatemala, cea mai violentă din ultimii 40 de ani, anunță oficialii locali, care au confirmat că printre victime sunt mai mulți copii.[50]
- 4 iunie: După zile de proteste din cauza situației economice și a creșterii fiscale, prim-ministrul Iordanian Hani al-Mulki demisionează. Regele Abdullah al II-lea a acceptat demisia și a doua zi l-a numit pe Omar al-Razzaz noul prim-ministru.
- 4 iunie: Commonwealth Bank din Australia a declarat că va plăti o amendă de 700 de milioane de dolari australieni (530 milioane de dolari americani) pentru încălcarea legilor de combatere a spălării banilor și finanțării terorismului. 53.000 de tranzacții suspecte au fost realizate, iar banca nu a anunțat autoritățile.[51]
- 7 iunie: NASA anunță că a detectat materia organică cea mai complexă descoperită vreodată pe suprafața planetei Marte, în interiorul Craterului Gale, considerat un lac străvechi. Roverul Curiosity a descoperit probe de variații sezoniere în emanațiile de metan, relevând că acest gaz, care este adesea semn al activității biologice, provine chiar de pe planetă.[52]
- 9 iunie: Simona Halep câștigă primul ei Grand Slam la Roland Garros învingând-o în finală pe americana Sloane Stephens. Victoria vine după 40 de ani de când Virginia Ruzici a câștigat trofeul Roland Garros.
- 9 iunie: Miting organizat de coaliția majoritară PSD-ALDE în Piața Victoriei din București împotriva "abuzurile din justiție"[53], peste 200.000[54] de oameni din toată țara fiind aduși cu autocare, microbuze, mașini personale și chiar garnituri de tren închiriate.[55]
- 12 iunie: Întâlnire istorică la Singapore între președintele Statelor Unite ale Americii, Donald Trump și liderul suprem al Republicii Populare Democrate Coreene, Kim Jong Un.
- 17 iunie: În disputa asupra numelui Macedonia, miniștrii de externe ai Greciei și Republicii Macedonia au semnat un acord prin care numele fostei republici iugoslave devine "Republica Macedonia de Nord". Acordul trebuie aprobat de ambele parlamente, iar în Macedonia trebuie organizat și un referendum.
- 19 iunie: Ambasadorul ONU, Nikki Haley, anunță retragerea Statelor Unite de la Consiliul ONU pentru Drepturile Omului.
- 24 iunie: Alegeri prezidențiale și parlamentare în Turcia: Recep Erdoğan obține un nou mandat de președinte, cu 52,59% din voturile exprimate.
- 24 iunie: Femeile din Arabia Saudită au dreptul la permis de conducere.
- 26 iunie: Reciful coralian din Belize, al doilea ca mărime din lume după Marea Barieră de Corali din Australia, a fost retras de UNESCO de pe lista patrimoniului în pericol.
- 27 iunie: Cabinetul Viorica Dăncilă supraviețuiește unei moțiuni de cenzură depusă de PNL, USR și PMP, primind 166 de voturi „pentru” și 4 „împotrivă” (din numărul necesar de 233). În paralel cu evenimentele din Parlament, în stradă au protestat câteva mii de persoane, scandând împotriva Puterii.[56]

### Iulie

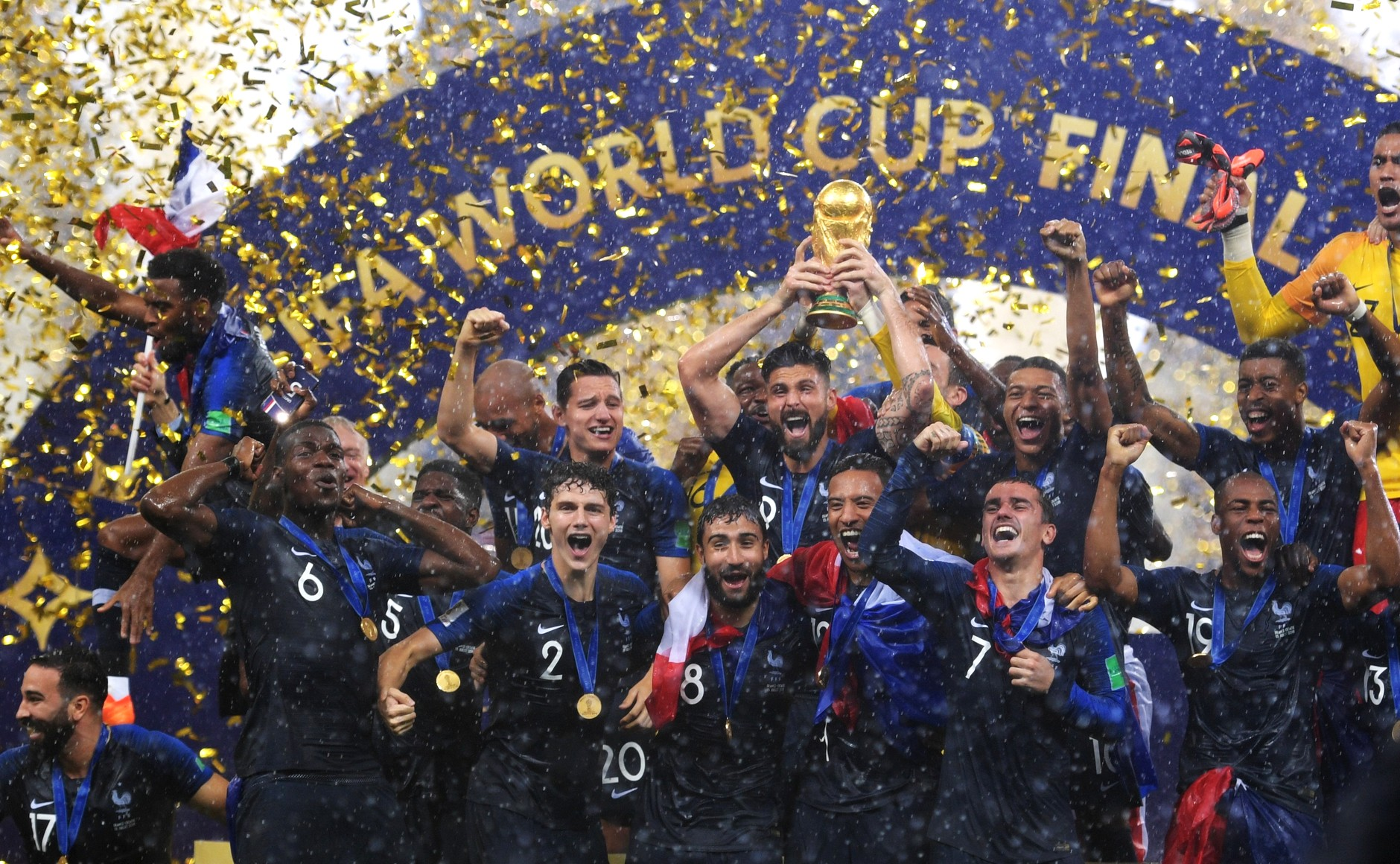
15 iulie: Franța câștigă cel de-al doilea său titlu mondial la fotbal.

- 1 iulie: În Franța, gangsterul Rédoine Faid, condamnat la 25 de ani de închisoare, pentru un jaf armat eșuat, în timpul căruia un polițist a fost ucis, a evadat din închisoare după ce trei complici înarmați au aterizat cu elicopterul în curtea penitenciarului. Este a doua evadare a lui Faid, în 2013 el a evadat după ce a luat ostatici patru gardieni, pe care i-a folosit drept scut uman.[57]
- 6 iulie: Președintele turc Recep Erdogan, a semnat un decret prin care vor fi demiși 18.632 de funcționari publici, din care aproximativ 9.000 ofițeri de poliție, 6.000 de militari și 199 de angajați universitari. Trei ziare (inclusiv ziarul pro-kurd Özgürlükcü Demokrasi), un post de televiziune și douăsprezece cluburi vor fi închise.[58]
- 7 iulie: La mitingul aviatic de la Baza 86 Aeriană Borcea, un pilot militar și-a pierdut viața după ce s-a prăbușit cu avionul de vânătoare MIG-21 Lancer.
- 8 iulie: La operațiunea de salvare din peștera Luang Tham din Thailanda, au fost salvați patru din cei 12 copii blocați. Un total de 50 de scafandri internaționali și 40 de scafandri thailandezi au participat la prima operațiune de salvare. Cu două zile mai devreme, un scafandru membru al Forțelor Speciale Thai Navy SEAL a murit din cauza lipsei de oxigen din peșteră.[59][60]
- 9 iulie: Președintele Klaus Iohannis a semnat decretul de revocare a Laurei Codruța Kövesi din funcția de procuror șef al DNA. Decretul vine ca urmare a deciziei Curții Constituționale din 30 mai prin care Curtea a stabilit că președintele a declanșat un conflict între puteri când a refuzat să o demită.[61]

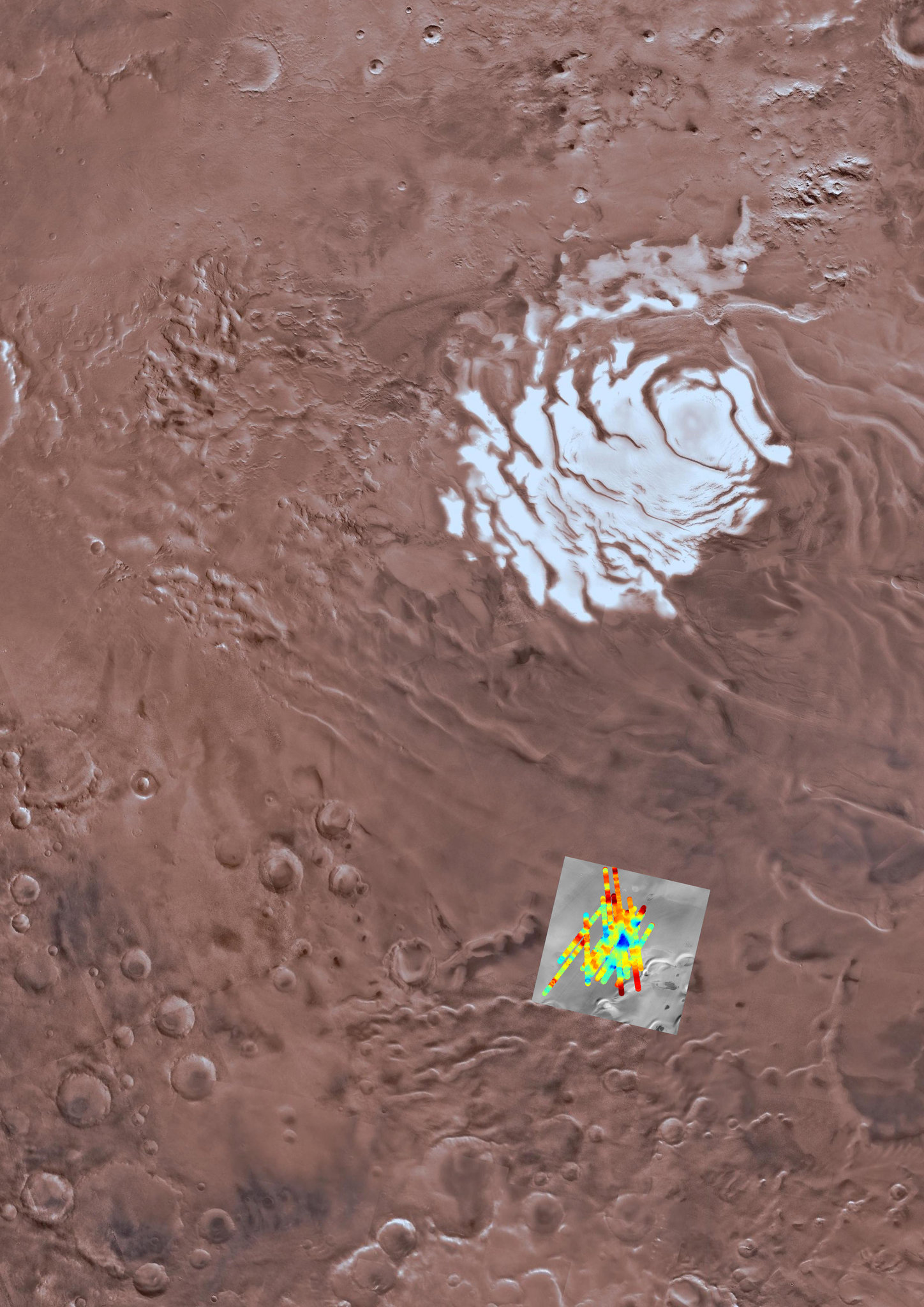
25 iulie: Descoperirea unui subglacial pe Marte.

- 9 iulieː În Japonia, ploile abundente aduse de un taifun au produs inundații, alunecări de teren, au distrus case, drumuri și linii de cale ferată, în special în regiunile Chugoku și Shikoku. 222 de persoane au murit și 30 sunt date dispărute.[62] Acesta este a doua cea mai mare catastrofă cauzată de inundații din Japonia, după inundația din 1982, când au murit 299 de persoane.[63]
- 13 iulieː Doisprezece ofițeri ai serviciilor de spionaj ruse sunt acuzați în Statele Unite pentru implicarea lor în timpul alegerilor prezidențiale din 2016.[64][65]
- 15 iulie: Selecționata Franței a câștigat al doilea său titlu mondial, după ce a învins echipa Croației cu scorul de 4-2 în finala Campionatului Mondial de Fotbal din Rusia.
- 22 iulie: Parlamentul cubanez a adoptat o nouă constituție în care proprietatea privată este permisă într-o măsură limitată, termenul comunism dispare din Constituție și căsătoria este stabilită ca o uniune a două persoane. În noiembrie, noua constituție va fi votată prin referendum în Cuba.
- 23 iulie: Au loc cele mai grave incendii din Grecia din secolul secolul XXI. Autoritățile au decretat 3 zile de doliu național. Au fost confirmat 88 de victime.
- 25 iulie: Cercetătorii au anunțat descoperirea, cu ajutorul unui instrument de tip radar aflat pe o sondă spațială de pe orbita lui Marte, a unei lac subglacial aflat la 1,5 km sub calota de gheață de la Polul Sud a planetei. Rezerva de apă are un diametru de 20 km și reprezintă primul depozit de apă lichidă descoperit pe Marte.[66][67][68][69]
- 27 iulie: Cea mai lungă eclipsă totală de Lună din secolul XXI găsește Luna la apogeu în cel mai îndepărtat punct al orbitei sale în jurul Pământului. În același timp, Marte se găsește în cel mai apropiat punct de Pământ al orbitei sale în jurul Soarelui în ultimii 15 ani, la doar 57,6 milioane de kilometri distanță de Pământ. Următoarea dată când Marte se va afla atât de aproape de Pământ va fi în anul 2035.[70]

### August
- 10 august: Intervenție în forță a jandarmilor la un miting antiguvernamental în Piața Victoriei din București, după ce unii protestatari au forțat gardurile și au aruncat cu pietre, sticle și alte obiecte către jandarmi. Aceștia au intervenit cu spray-uri, gaze lacrimogene și tunuri de apă. Mai multe persoane au avut nevoie de îngrijiri medicale. Parchetul Militar s-a autosesizat și a deschis dosar penal privind intervenția jandarmilor la protestele din Piața Victoriei.[71][72]
- 10 august: Statele Unite autorizează dublarea tarifelor la importurile de aluminiu și oțel din Turcia, lira turcească situându-se la un nivel record de scăzut față de dolarul american.[73]
- 14 august: Un pod rutier pe de autostrada A10 s-a prăbușit în apropiere de orașul Genova. Agenția publică de știri, ANSA, relatează că mai multe persoane ar fi murit după ce câteva vehicule au fost zdrobite de bucățile de pod căzute.
- 23 august: Fostul președinte al Confederației de fotbal din America de Sud, Juan Ángel Napout, a fost condamnat la nouă ani de închisoare, fiind acuzat de ample afaceri de corupție în cadrul Federației Internaționale de Fotbal (FIFA). În cadrul procesului desfășurat la New York, paraguayanul găsit vinovat de corupție a fost condamnat și la plata unei amenzi de 1 milion de dolari, fiind obligat, de asemenea, să restituie 3,3 milioane de dolari primiți mită.[74]
- 25 august: Palatul Episcopiei Greco-Catolice din Oradea a fost afectat grav de un puternic incendiu izbucnit la parterul clădirii.

### Septembrie

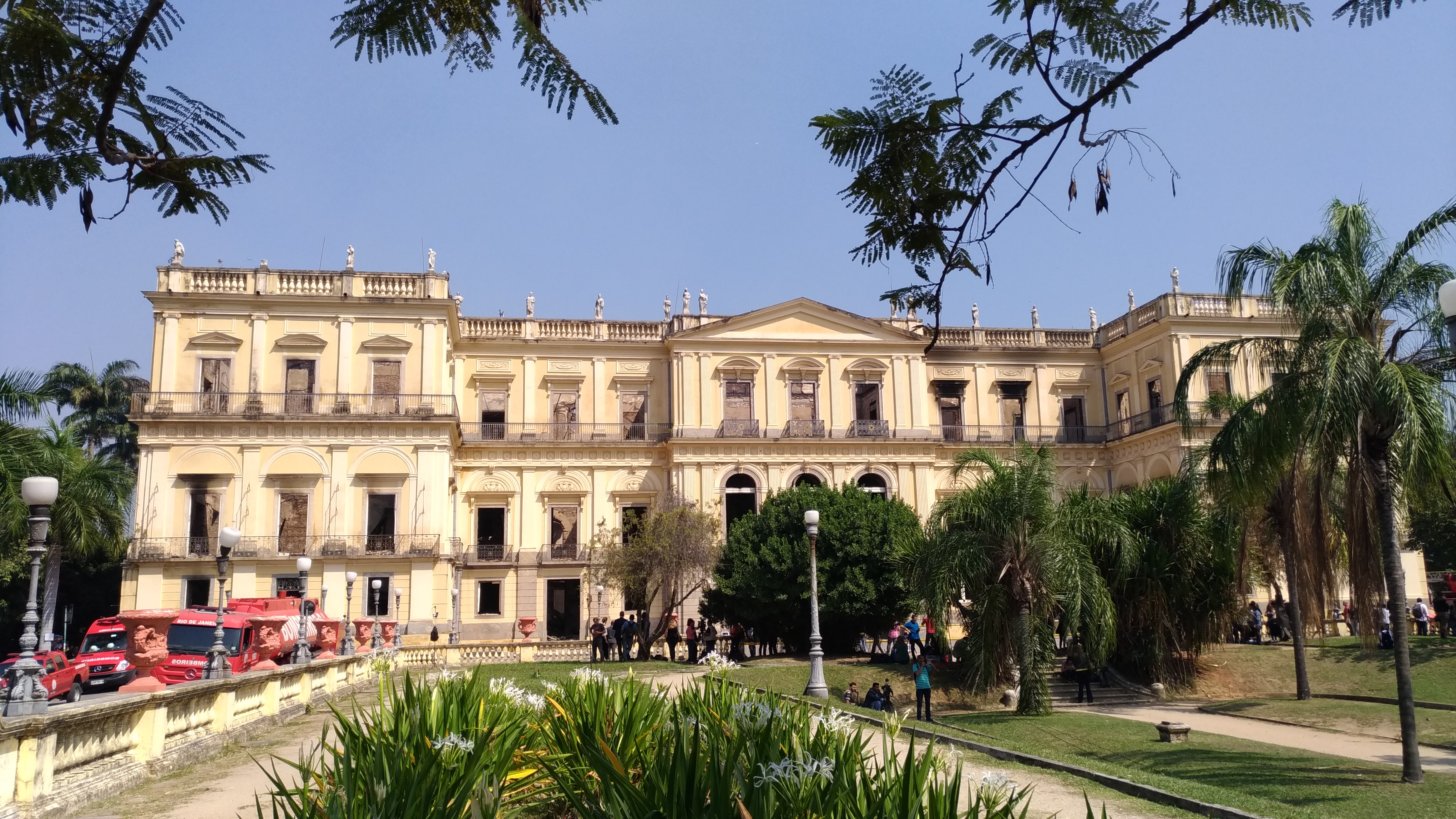
3 septembrie: Incendiu la Muzeul Național din Rio de Janeiro.

- 3 septembrie: Muzeul Național din Rio de Janeiro, care adăpostea aproximativ 20 de milioane de piese și abia împlinise 200 de ani de existență, a fost distrus de un incendiu. Printre piesele distruse se numără și "Prima braziliancă", Luzia, o fosilă umană veche de aproximativ 12.000 de ani, scheletul unui dinozaur, 26.000 de fosile ale unor specii dispărute.
- 6 septembrie: Panzootia de pestă porcină africană se extinde în România. Aproape 160.000 de porci au fost sacrificați și 826 de focare au fost confirmate în 11 județe.[75]
- 7 septembrie: Suedezul Svante Pääbo a primit premiul Körber pentru decodificarea genomului neanderthalienilor.
- 8 septembrie: Demolarea teatrului Cressoni, din orașul Como, Italia, a dus la descoperirea unei amfore datând din secolul al V-lea, plină cu 300 de monede de aur. Deschis în 1807 și închis în 1997, Teatro Cressoni a fost situat în apropierea forumului orașului roman Novum Comum, întemeiat în secolul I î.H. de împăratul Iulius Caesar.[76]
- 9 septembrie: La alegerile generale din Suedia, blocul de centru-stânga a obținut 40,7% din voturi, în timp ce alianța de centru-dreapta a întrunit 40,2% din sufragii, iar partidul naționalist "Democrații Suedezi" 17,53%.
- 11 septembrie: De Ziua Națională a Cataloniei, un milion de oameni demonstrează încă o dată pentru independența regiunii autonome a Spaniei.
- 11 septembrie: Sub numele „Vostok-2018", încep cele mai mari manevre militare rusești după sfârșitul Războiului Rece, cu aproximativ 300.000 de soldați, aproximativ 1.000 de avioane și elicoptere și 36.000 de vehicule.[77]

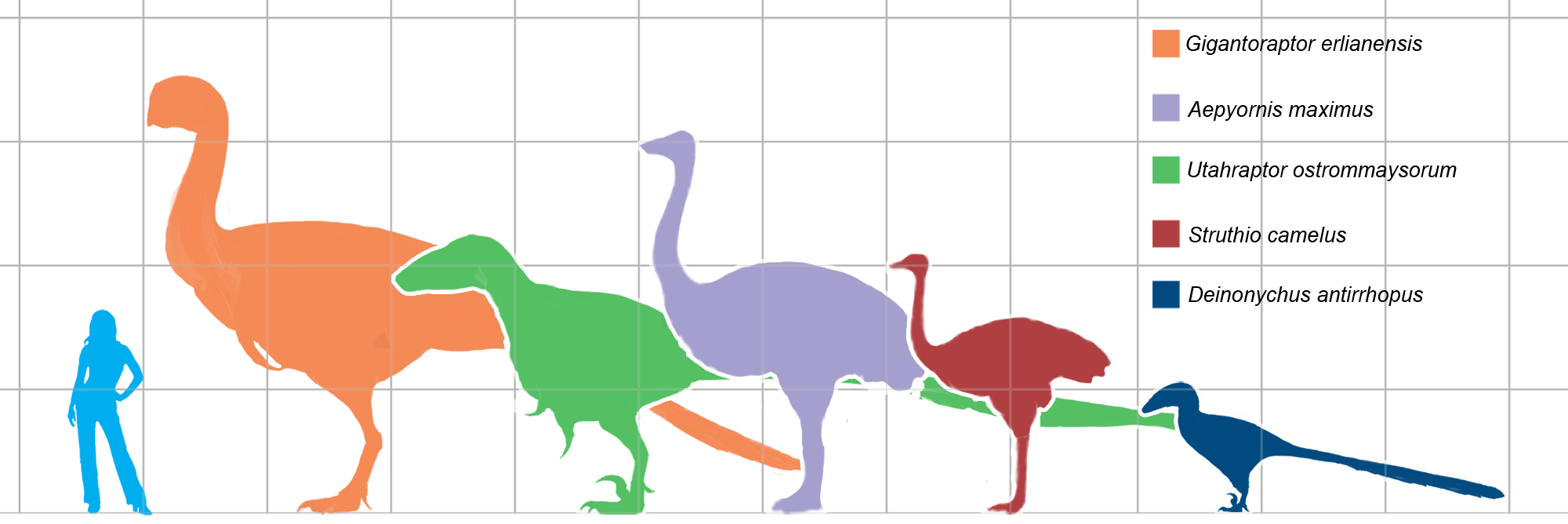
25 septembrie: Cercetătorii au stabilit că Vorombe titan (în imagine în mov), o pasăre elefant dispărută, care putea să ajungă la greutăți de 800 kg și înălțimi de 3 m, este cea mai mare pasăre despre care se știe că a existat vreodată.

- 12 septembrie: Cercetătorii raporteaza descoperirea celui mai vechi desen cunoscut a lui Homo sapiens, estimat că ar avea vreo 73.000 de ani, mult mai devreme decât artefactele vechi de 43.000 de ani, considerate a fi cele mai vechi desene umane moderne descoperite anterior.[81]
- 13 septembrie: În România, în perioada de 13-15 septembrie se desfășoară la Hotelul Radisson Blu din București Congresul Societății Europene de Chirurgie Oculoplastică și Reparatorie (ESOPRS).
- 13 septembrie: Pesta porcină africană din România: au fost sacrificați un număr de 232.722 de porci, iar numărul de focare a ajuns la 898 în 12 județe.[82]
- 17 septembrie: La București se desfășoară al treilea Summit al Inițiativei celor Trei Mări, care implică 12 state membre ale UE din Europa Centrală și de Est.
- 22 septembrie: Agenția spațială japoneză JAXA a anunțat aterizarea cu succes a două rovere pe asteroidul Ryugu pentru a colecta probe de minerale ce pot ajuta la descoperirea originilor Sistemului Solar. La scurt timp după asolizare, roverele au transmis imagini către Pământ. Având în vedere gravitația redusă a asteroidului, roboții vor putea sări pe suprafața lui la o înălțime de 15 metri și vor putea rămâne în aer timp de aproximativ 15 minute.[83][84]
- 25 septembrie: Cercetătorii au stabilit că Vorombe titan, o pasăre elefant dispărută de pe insula Madagascar, care a ajuns la greutăți de 800 kg și înălțimi de 3 m, este cea mai mare pasăre despre care se știe că a existat vreodată.[78][79][80]
- 28 septembrie: Un cutremur cu magnitudinea de 7.5, urmat de un tsunami au provocat cel puțin 1.234 de victime pe insula Sulawesi, Indonezia.
- 30 septembrie: Referendumul constituțional în Republica Macedonia pentru schimbarea denumirii țării a eșuat, în ciuda publicității masive de către politicienii occidentali, din cauza participării prea scăzute la vot (numai 34% din cei 50% necesari). Referendumul este consultativ, iar rezultatul ar trebui să fie validat de votul a două treimi din deputați. Președintele Gjorge Ivanov s-a opus referendumului și schimbării numelui țării.[85]

### Octombrie

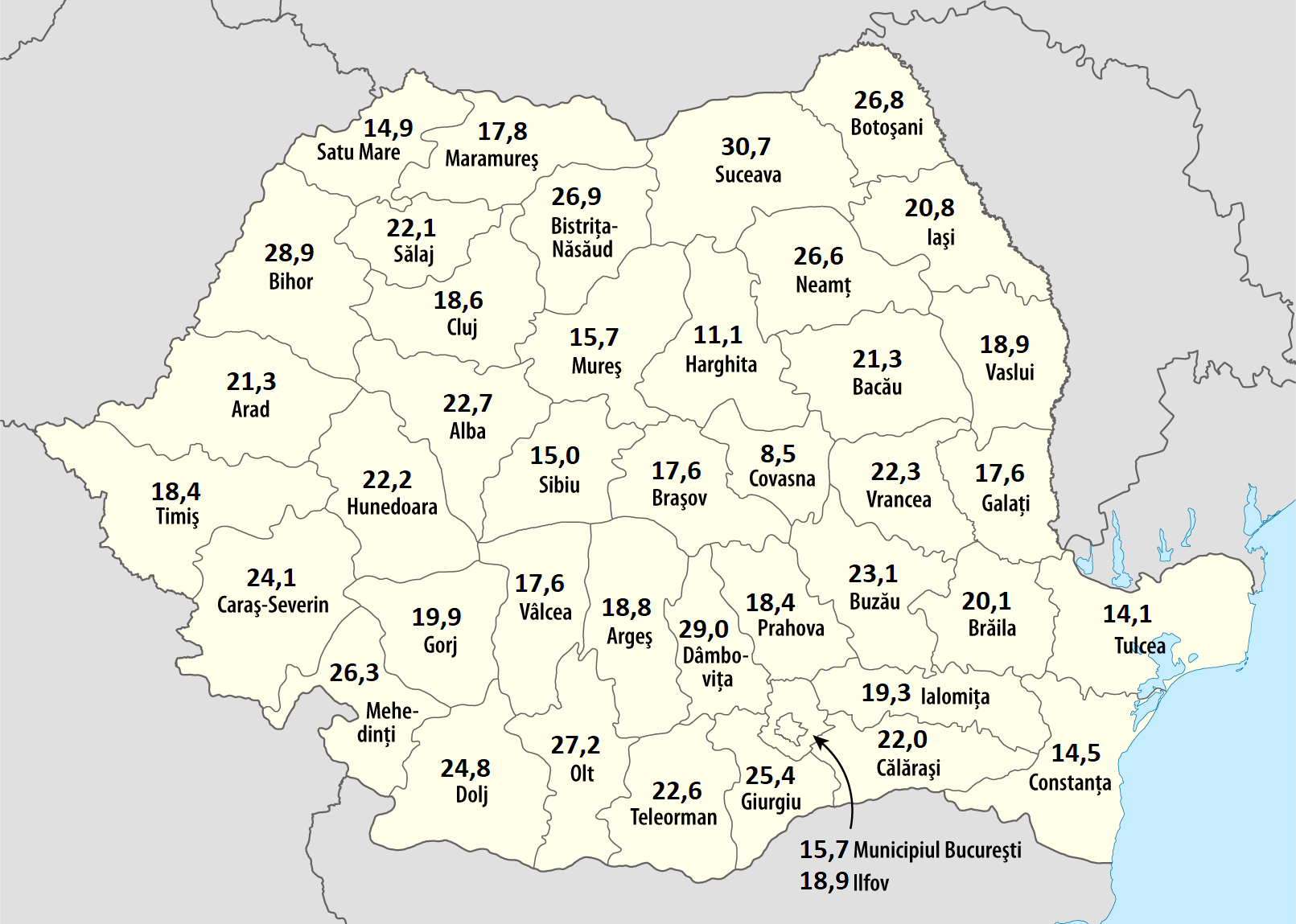
6-7 octombrie: Referendumul constituțional pentru a redefini căsătoria, desfășurat pe parcursul a două zile, este invalidat ca urmare a prezenței scăzute la vot, de 21,1%, sub pragul de 30% necesar.

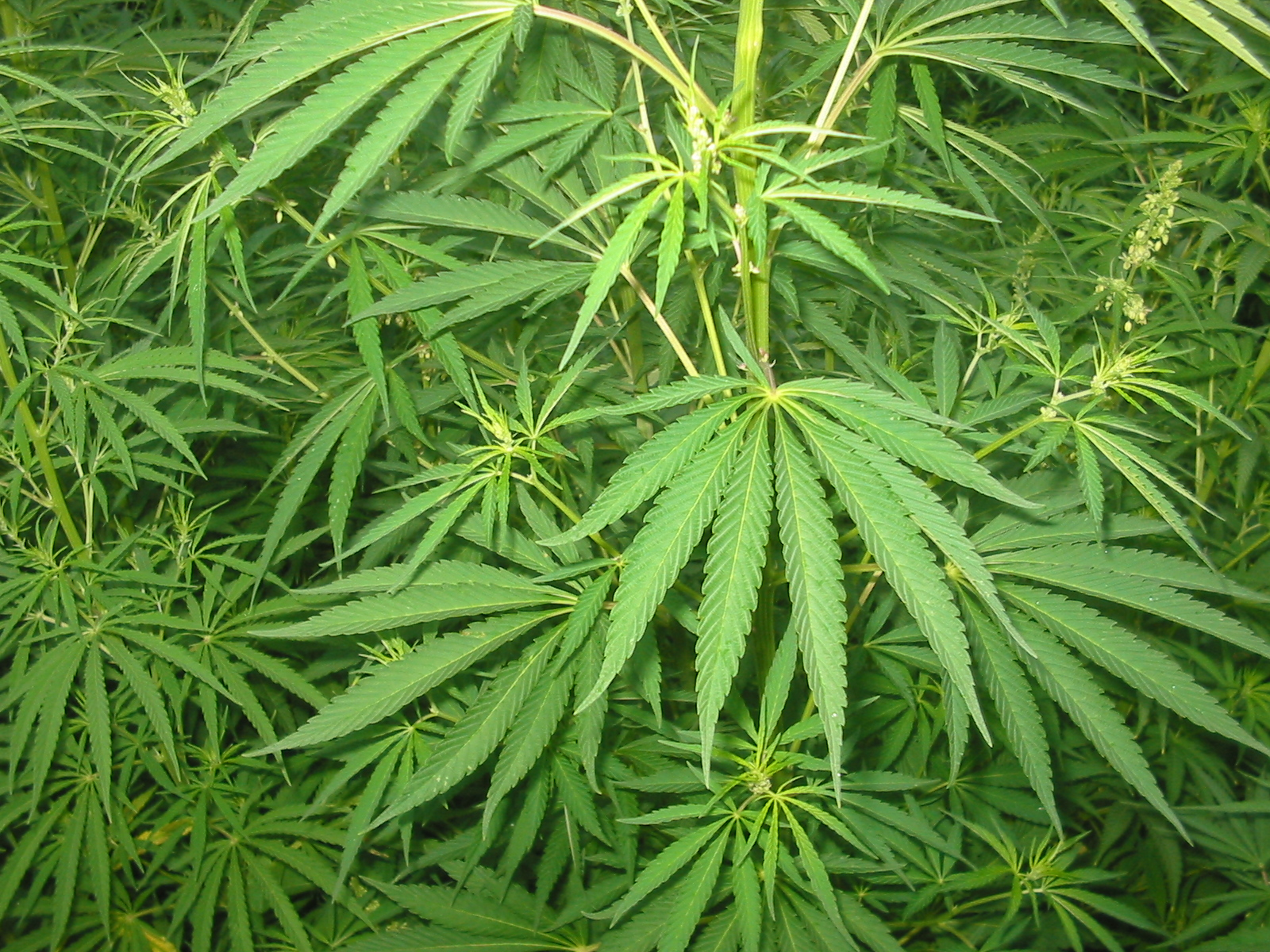
17 octombrie: Legalizarea utilizării canabisului în Canada a intrat în vigoare. Fiecare rezident poate deține în jur de 30 de grame de canabis. Comerțul este reglementat de stat și este impozitat.

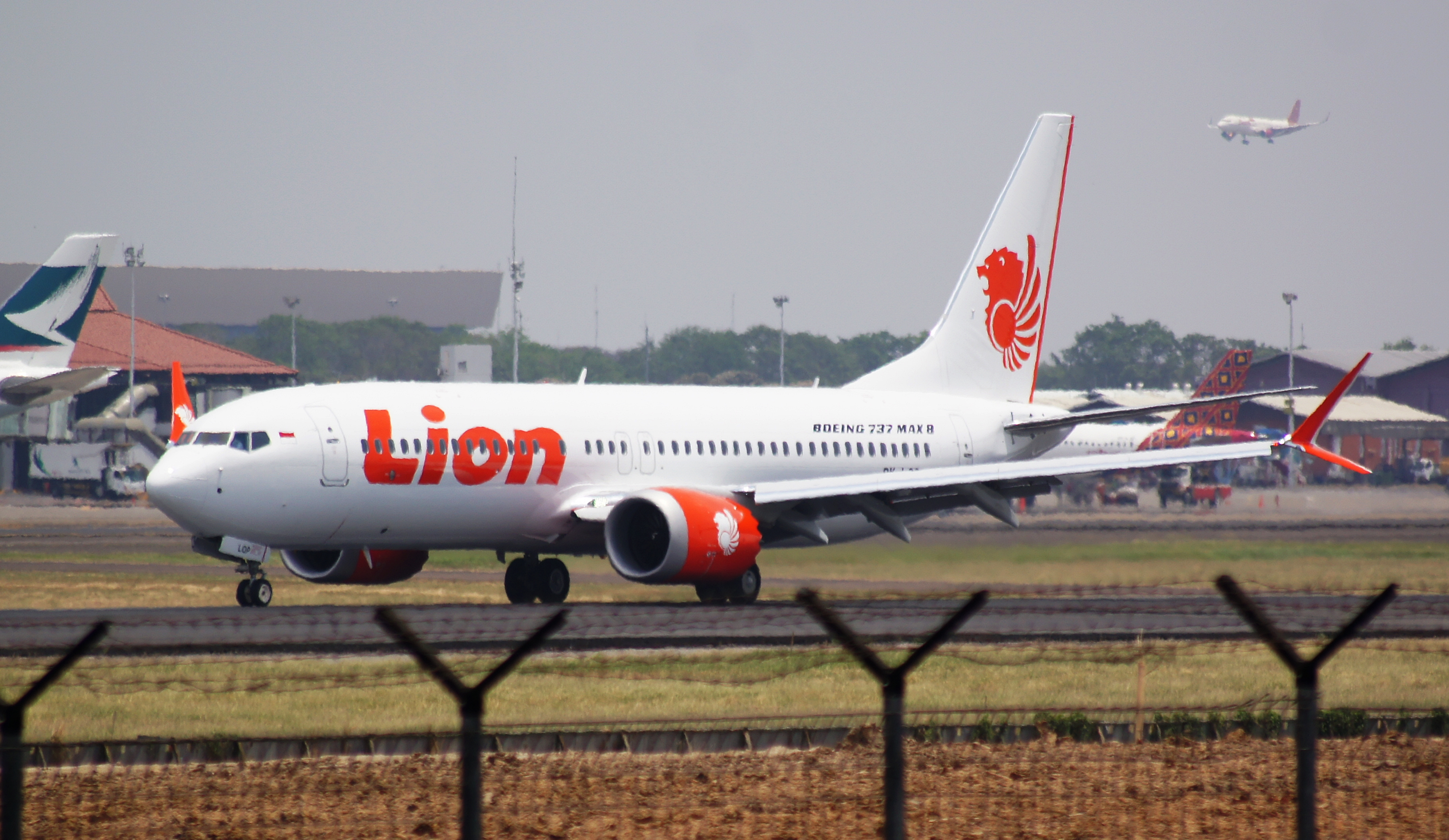
29 octombrie: Zborul 610 al Lion Air de la Jakarta la Pangkal Pinang, s-a prăbușit în ocean ucigând pe toți cei 189 de oameni aflați la bord. În imagine Boeingul 737 implicat în accident, fotografiat în septembrie 2018.

- 1 octombrie: Curtea Internațională de Justiție a decis cu 12 voturi la 3, că statul Chile nu este obligată juridic să negocieze cu țara vecină, Bolivia accesul la Oceanul Pacific. Bolivia a devenit enclavă după ce și-a pierdut accesul la mare la sfârșitul unui război de patru ani împotriva Chile în 1883.
- 5 octombrie: Fostul președinte sud-corean, Lee Myung-bak, este condamnat la 15 ani de închisoare și o amendă de 20 de milioane de dolari, sub acuzația de luare de mită, delapidare și abuz de putere.[87]
- 6 octombrie: Timp de două zile, românii merg la urne să voteze într-un referendum constituțional pentru a redefini căsătoria ca fiind doar între "un bărbat și o femeie". Prezența la vot în prima zi a fost de 5,72%.[88]
- 7 octombrie: Prezența la referendumul de modificare a Constituției României a fost de 21,1%, sub pragul de 30% necesar pentru validare.[88]
- 8 octombrie: IPCC lansează raportul său special privind încălzirea globală cu 1,5 °C, avertizând că sunt necesare "schimbări rapide, profunde și fără precedent în toate aspectele societății", pentru a menține încălzirea globală sub 1,5 °C.[89][90][91]
- 11 octombrie: Patriarhul Bartolomeu, arhiepiscopul din Constantinopol, Noua Romă și lider mondial al Bisericii Ortodoxe, a anunțat că biserica a acordat autoguvernare Bisericii Ortodoxe Ucrainene. Patriarhia Constantinopolului a revocat o scrisoare din 1686 care i-a oferit patriarhului Moscovei controlul asupra bisericii ucrainene.[92]
- 12 octombrie: Oficialii turci pretind că au dovezi audio și video că, la 2 octombrie, jurnalistul disident saudit Jamal Khashoggi a fost torturat și ucis în interiorul consulatului saudit de la Istanbul.[93] Cinci zile mai târziu, Arabia Saudită a recunoscut că Khashoggi a fost ucis în acea zi.
- 14 octombrie: Papa Paul al VI-lea și arhiepiscopul salvadorian Óscar Romero, asasinat în 1980, au fost sanctificați, în cadrul unei ceremonii ce a avut loc în Piața Sfântul Petru.
- 16 octombrie: Compania farmaceutica chineza Changchun Changsheng din provincia Guizhou, a fost condamnată de Administrația însărcinate cu reglementarea medicamentelor și alimentelor (CFDA) la plata unei amenzi  record de aproximativ 9,1 miliarde de yuani (1,1 miliarde de euro). Începând cu aprilie 2014, laboratorul a falsificat datele și a modificat parametrii de fabricare și, în parte, a produs vaccinuri antirabice ineficiente și expirate. Mai mulți angajați au fost arestați în iulie 2018.[94]
- 17 octombrie: Președintele Turciei, Recep Tayyip Erdoğan, a efectuat o vizită de două zile în Republica Moldova, prima de astfel în ultimii 24 de ani.
- 17 octombrie: Legalizarea utilizării canabisului în Canada a intrat în vigoare. Fiecare rezident poate deține în jur de 30 de grame de canabis. Comerțul este reglementat de stat și este impozitat. Canada devine astfel prima țară din G20 care a legalizat canabisul recreațional, și a doua țară din lume, după Uruguay (2013).[86]
- 19 octombrie: România a preluat de la Bulgaria Președinția Strategiei Uniunii Europene pentru Regiunea Dunării (SUERD), mandatul urmând să debuteze formal la 1 noiembrie și să dureze până la 31 octombrie 2019.
- 20 octombrie: BepiColombo, prima misiune spațială europeană spre planeta Mercur, a fost lansată cu succes spre cea mai mică planetă și mai apropiată de Soare din sistemul nostru solar. BepiColombo va încerca să confirme existența gheții, să explice contracția internă a planetei, sau de ce câmpul său magnetic se află la 400 kilometri de centrul său.
- 23 octombrie: Pentru prima dată în istoria Uniunii Europene, Comisia Europeană nu a confirmat proiectul de buget al unui stat membru. Bugetul prezentat de Italia pentru 2019 constituie o încălcare deosebit de gravă a recomandărilor bugetare ale Consiliului din iulie 2018.
- 28 octombrie: Cutremur cu magnitudinea 5,8 pe scara Richter în județul Buzău, zona seismică Vrancea, la ora 3:38, la o adâncime de 150 de kilometri. Nu s-au produs pagube.
- 29 octombrie: Un Boeing 737, de la Jakarta la Pangkal Pinang, s-a prăbușit în ocean, în apropiere de Karawang, Indonezia, ucigând pe toți cei 189 de oameni aflați la bord (181 pasageri și 8 membri ai echipajului).[95]
- 30 octombrie: Sonda spațială Parker lansată de NASA în august 2018 a devenit obiectul care s-a apropiat cel mai mult de Soare în întreaga istorie a omenirii, ea aflându-se la o distanță de 42,73 milioane de kilometri față de astru. Recordul precedent a fost stabilit în 1976 și aparținea sondei americano-germane Helios 2. Este de așteptat ca sonda Parker să ajungă la 6,1 milioane de km de Soare, în 2024.[96]
- 31 octombrie: India a finalizat construcția celei mai înalte statui, numită Statuia Unității, având înălțimea de 182 m, de aproape două ori mai mult decât Statuia Libertății din SUA (93 m).

### Noiembrie

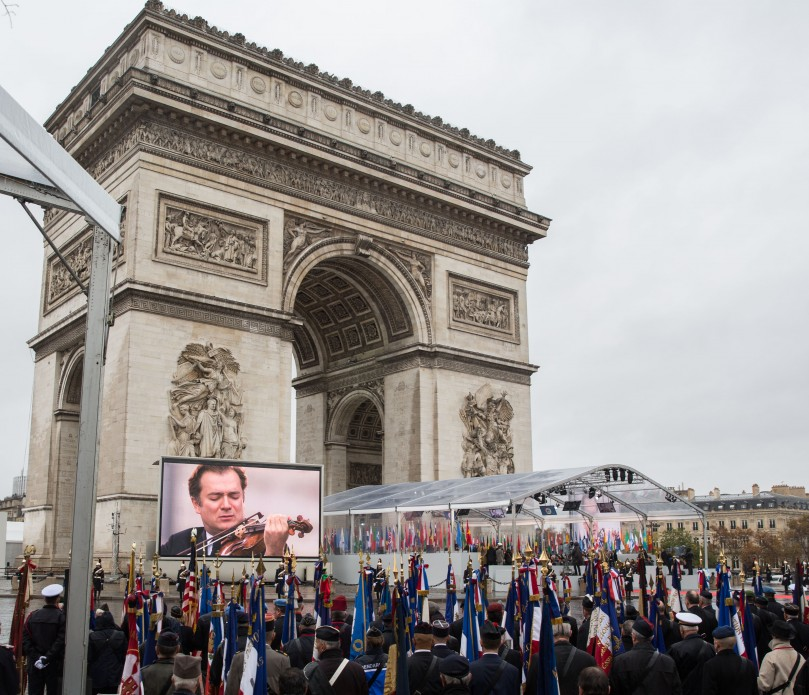
11 noiembrie: Comemorare centenară de la terminarea Primului Război Mondial (1914–1918), Paris, Arcul de Triumf.

- 4 noiembrie: Noua Caledonie, teritoriu francez din Pacificul de Sud, a votat "NU" pentru independența față de Franța cu 56,4% din voturile exprimate.[97]
- 6 noiembrie: La Lisabona are loc deschiderea "Web Summit", cel mai important congres dedicat noilor tehnologii din Europa. Sunt așteptați aproximativ 70.000 de vizitatori, reprezentanți și vorbitori și vor fi prezente marile companii Amazon, Apple, Google, Microsoft, Mozilla, Netflix, Shell, SAP, Facebook, Tinder, Nintendo, etc.[98]
- 7 noiembrie: Jayne Svenungsson anunță că pleacă de la Academia Suedeză, persoana care acordă Premiul Nobel pentru Literatură. Ea este cea de-a opta persoană dintr-un grup exclusivist care a renunțat după mai multe scandaluri de abuz sexual și crimă financiară.
- 11 noiembrie: Se împlinesc 100 de ani de la terminarea Primului Război Mondial (1914-1918). La Paris a avut loc o ceremonie de comemorare și o paradă militară pe Champs-Élysées la care au participat, printre alții, președintele american Donald Trump și președintele rus Vladimir Putin. Șaptezeci de șefi de stat și de guvern au convenit să participe la Forumul de pace de la Paris.
- 13 noiembrie: Parlamentul European a adoptat rezoluția privind statul de drept din România, cu 473 voturi "pentru", 151 "împotrivă" și 40 abțineri. Eurodeputații au fost nemulțumiți de modificările aduse legilor Justiției și Codurilor penale. De asemenea, textul "condamnă intervenția violentă și disproporționată a poliției în timpul protestelor de la București din august 2018" și recomandă autorităților române "să se opună măsurilor care ar duce la dezincriminarea corupției în rândul funcționarilor de stat și să aplice strategia națională anticorupție".[99]
- 14 noiembrie: Prim-ministru Theresa May anunță aprobarea acordului privind termenii retragerii Marii Britanii din Uniunea Europeană de către guvern, deși mulți deputați conservatori și de opoziție și-au exprimat o puternică dezaprobare. După 29 martie 2019, Regatul Unit va rămâne în continuare membru al Uniunii vamale europene (EUCU), iar Irlanda de Nord va rămâne pe piața unică europeană.[100][101]
- 14 noiembrie: Tensiuni în Guvernul din Israel, în urma armistițiului încheiat cu organizația islamistă Hamas. Avigdor Lieberman, ministrul israelian al Apărării și-a dat demisia.
- 16 noiembrie: La  Conferința generală de metrologie de la Versailles, Franța, s-a decis o nouă definire a unităților SI, de exemplu, kilogramul, amperul etc. Acum ele sunt definite în întregime de constante fizice și nu mai sunt dependente de nici un obiect fizic, așa cum a fost cazul pentru kilogram.[102]
- 25 noiembrie: Într-un summit extraordinar desfășurat la Bruxelles, liderii celor 27 de state membre ale Uniunii Europene (fără Marea Britanie) au aprobat acordul privind retragerea Marii Britanii din Uniunea Europeană.
- 25 noiembrie: Peste 40.000 de oameni au participat la sfințirea Catedrala Mântuirii Neamului Românesc din București.
- 25 noiembrie: Rusia și Ucraina se acuză reciproc că au încălcat legile maritime internaționale, după ce autoritățile ruse au încercat să oprească două nave de luptă și un remorcher din Ucraina să navigheze în jurul Crimeei în drumul spre un port ucrainean. A doua zi, Ucraina declară legea marțială în mai multe regiuni ale acesteia.
- 26 noiembrie: Landerul robotic InSight al NASA a amartizat cu succes pe planeta Marte, la Elysium Planitia, pentru a studia geologia planetei roșii.[103]

### Decembrie

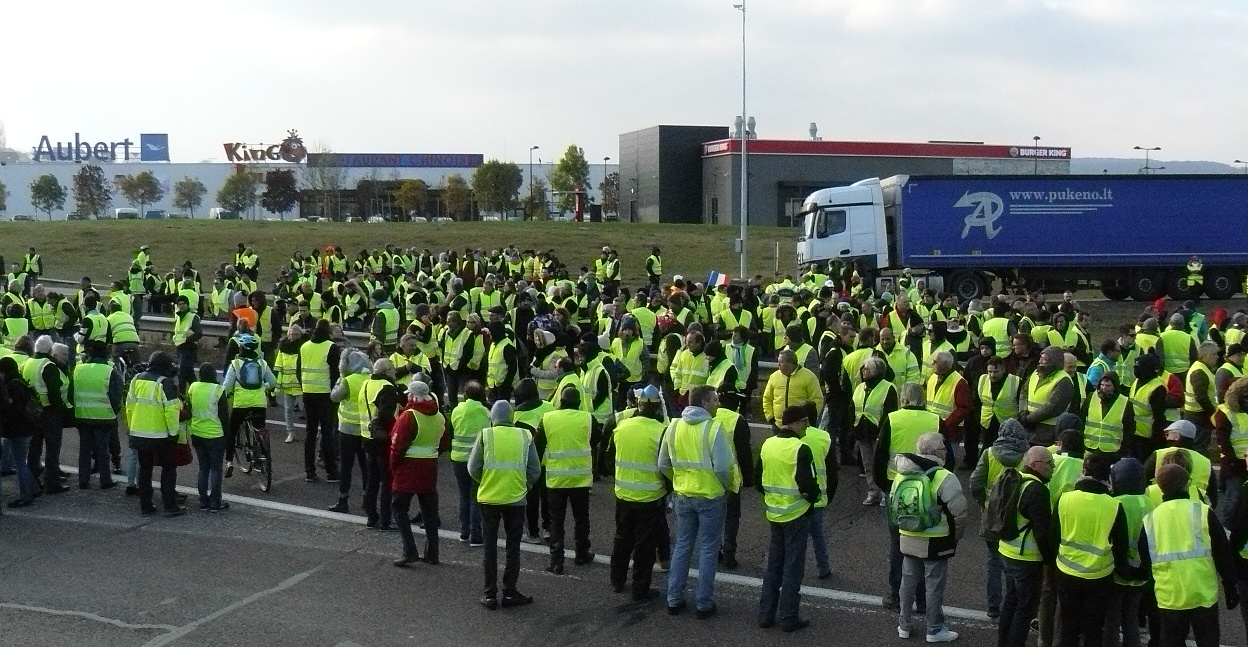
Protestul "vestelor galbene".

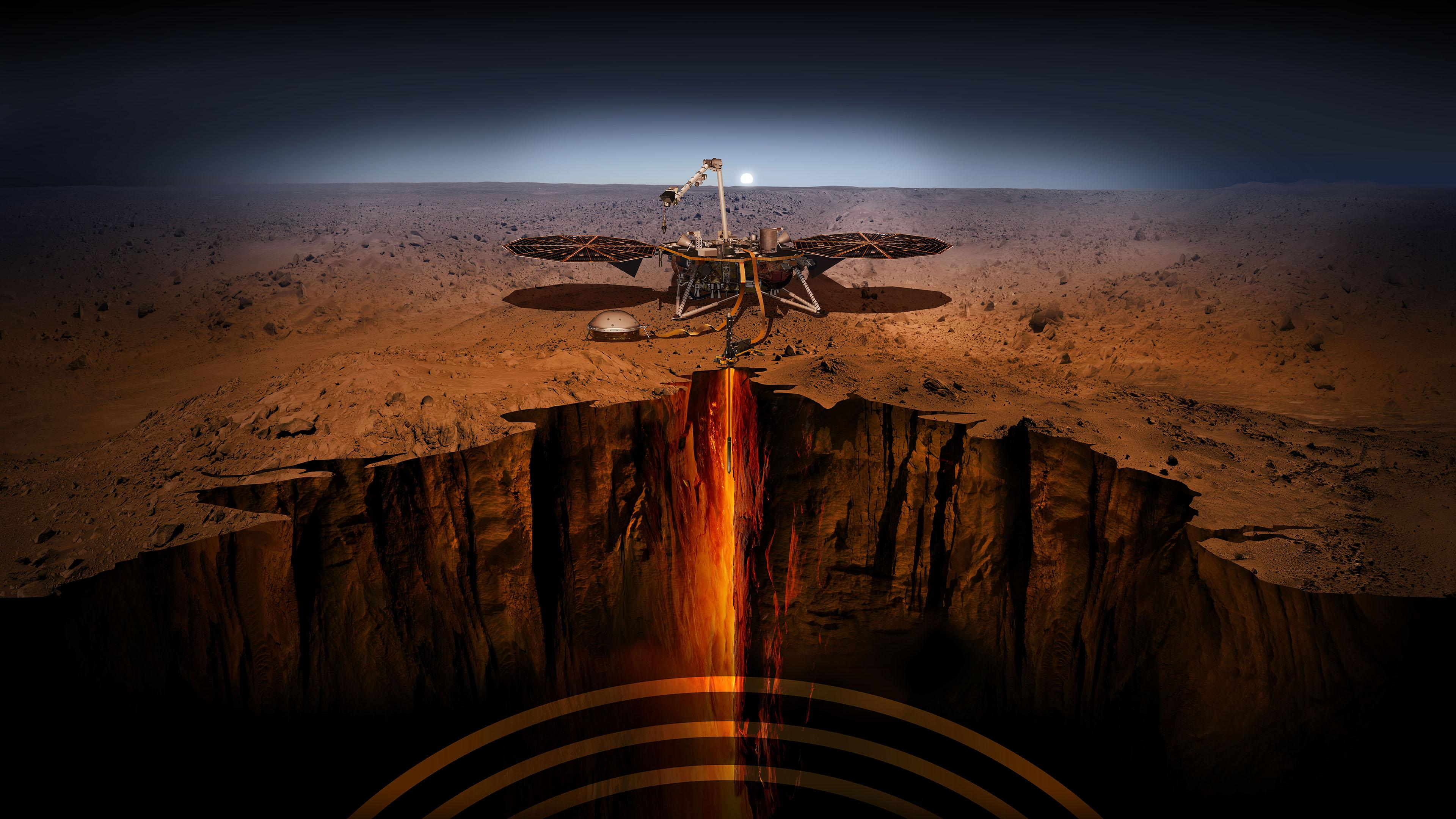
Sonda InSight pe Marte.

- 1 decembrie: Ceremonii și mai multe parade militare la aniversarea a 100 de ani de la fondarea României Mari. Odată cu Marea Unire, teritoriul românesc a fost mărit cu aproximativ o treime.
- 1 decembrie: Andrés Manuel López Obrador devine cel de-al 58-lea președinte al Mexico. El promite o "revoluție pașnică" în politica economică a țării.[104]
- 1 decembrie: Mai multe proteste ale "Mișcării Vestelor Galbene" în Franța au dus la rănirea a 130 de persoane, dintre care 23 polițiști și cel puțin 380 de arestări. Vestele Galbene reprezintă un val de contestare împotriva creșterii taxelor la carburanți, a scăderii nivelului de trai și, în general, împotriva guvernului și a politicilor lui Emmanuel Macron. Au avut loc mai multe vandalizări, inclusiv Arcul de Triumf din Paris. Ministrul de Interne al Franței a declarat despre cei care au vandalizat "Cei de acolo nu erau demonstranți, nu erau 'veste galbene'".[105]
- 3 decembrie: Qatar anunță că se retrage din OPEC în ianuarie 2019, după ce a fost membru al acestei organizații timp de 60 de ani, pentru a se concentra asupra producției de gaze naturale.[106]
- 4 decembrie: În urma unor mari proteste împotriva creșterii planificate a președintelui francez Emmanuel Macron privind impozitele pe carburanți, premierul francez Édouard Philippe anunță că aceste planuri vor fi suspendate timp de cel puțin șase luni.[107]
- 5 decembrie: Președintele american Donald Trump și foștii președinți americani George W. Bush, Jimmy Carter, Barack Obama și Bill Clinton, alături de cancelarul german Angela Merkel și de Prințul Charles participă la funeraliile de stat ale lui George H. W. Bush.
- 6 decembrie: Conform unui studiu realizat de Pew Research Center, românii sunt cei mai religioși dintre europeni, 55% dintre ei declarându-se "foarte religioși".[108]
- 7 decembrie: Are loc al 31-lea Congres al Uniunii Creștin-Democrate (CDU) din Germania. În urma demisiei anunțate a președintelui partidului, Angela Merkel, și a alegerilor interne, Annegret Kramp-Karrenbau a obținut președinția CDU cu 517 voturi din 999.[109]
- 8 decembrie: 125.000 de "veste galbene" protestează la Paris pentru justiția socială și împotriva politicilor de reformă ale președintelui Emmanuel Macron. La nivel național 1.385 de persoane sunt reținute. Protestatarii au instalat baricade pe Champs-Élysées și au dat foc anvelopelor auto. Mai multe magazine din capitală sunt închise și traficul este restricționat. Peste 89.000 de polițiști au fost desemnați să asigure ordinea la nivel național, inclusiv vehicule blindate ale Jandarmeriei Naționale.[110]
- 10 decembrie: NASA anunță că Voyager 2 a părăsit heliosfera la 5 noiembrie și a intrat în spațiul interstelar, devenind cel de-al doilea obiect antropic care a făcut acest lucru.[111]
- 12 decembrie: Atac armat în Târgul de Crăciun de la Strasbourg, în estul Franței, soldat cu trei morți și 13 răniți. Forțe speciale de poliție și ale armatei participă la căutarea autorului atacului.
- 17 decembrie: Comisia Europeană a amendat cu 77 de milioane de euro Holdingul Energetic Bulgar (BEH Group) pentru că, în perioada 2010-2015, au abuzat de poziția dominantă de pe piața bulgară a gazelor și au blocat accesul unor firme private la rețeaua de distribuție a gazelor și la depozitul de gaze, încălcând normele antitrust ale UE.[112]
- 19 decembrie: Guvernul SUA anunță retragerea forțelor americane din Siria. A doua zi, secretarul american al apărării Jim Mattis a anunțat că demisionează la sfârșitul lunii februarie 2019. Mattis spune că opiniile sale nu sunt bine "aliniate" cu cele ale președintelui.[113]
- 23 decembrie: Cel puțin 373 de persoane au murit și 1459 au fost rănite după ce un val tsunami a lovit zona de coastă a Indoneziei, în zona strâmtorii Sunda.
- 28 decembrie: După o călătorie de 56 de zile, căpitanul Armatei Britanice, Lou Rudd, devine a doua persoană care a traversat Antarctica singur și fără ajutor (BBC), 2 zile după ce americanul Colin O'Brady devine prima persoană care a făcut acest lucru (BBC).

## Nașteri
- 23 aprilie: Prințul Louis de Cambridge (n. Louis Arthur Charles), al doilea fiu al Prințului William și al soției acestuia, Catherine

## Decese

### Ianuarie
- 2 ianuarie: Garabet A. Kümbetlian, 81 ani, profesor universitar român de etnie armeană (n. 1936)
- 4 ianuarie: Aharon Appelfeld, 85 ani, scriitor evreu (n. 1932)
- 5 ianuarie: Marián Labuda, 73 ani, actor slovac (n. 1944)
- 5 ianuarie: John Watts Young, 87 ani, astronaut, ofițer de marină și aviator, pilot de încercare și inginer aeronautic american (n. 1930)
- 6 ianuarie: Elza Brandeisz, 110 ani, dansatoare, profesoară și supercentenară maghiară (n. 1907)
- 7 ianuarie: France Gall (n. Isabelle Geneviève Marie Anne Gall), 70 ani, cântăreață franceză, câștigătoare Eurovision (1965), (n. 1947)
- 10 ianuarie: Eddie Clarke, 67 ani, chitarist britanic (n. 1950)
- 10 ianuarie: Nicolae Edroiu, 78 ani, istoric român, membru corespondent al Academiei Române (n. 1939)
- 10 ianuarie: Lucky Marinescu (Lucreția Marinescu), 83 ani, interpretă română de muzică ușoară și moderatoare TV (n. 1934)
- 10 ianuarie: Ștefan Papadima, 64 ani, matematician român (n. 1953)
- 11 ianuarie: Gene Cole, 89 ani, sprinter american (n. 1928)
- 11 ianuarie: Elisabeta Isanos (n. Elisabeta Camilar), 76 ani, scriitoare română (n. 1941)
- 11 ianuarie: Arkadi Vaispapir, 96 ani, militar sovietic evreu mobilizat în Al Doilea Război Mondial, capturat de germani și deținut în lagărul de exterminare Sobibor (n. 1921)
- 14 ianuarie: Dan Gurney (n. Daniel Sexton Gurney), 86 ani, pilot american de Formula 1 (n. 1931)
- 14 ianuarie: Hugh Wilson (regizor), 74 ani, regizor de film, scenarist și showrunner de televiziune american (n. 1943)
- 15 ianuarie: Dolores O'Riordan (Dolores Mary Eileen O'Riordan), 46 ani, cântăreață și compozitoare irlandeză (The Cranberries, D.A.R.K.), (n. 1971)
- 17 ianuarie: Fedor Vidas, 94 ani, scriitor, jurnalist, redactor și scenarist croat (n. 1924)
- 18 ianuarie: Peter Mayle, 78 ani, scriitor britanic (n. 1939)
- 19 ianuarie: Serghei Litvinov, 59 ani, atlet rus, campion olimpic (1988), (n. 1958)
- 19 ianuarie: Dorothy Malone, 93 ani, actriță americană de film (n. 1924)
- 19 ianuarie: Fredo Santana, 27 ani, rapper american (n. 1990)
- 20 ianuarie: Paul Bocuse, 91 ani, bucătar șef francez, expert în gastronomie (n. 1926)
- 21 ianuarie: Tsukasa Hosaka, 80 ani, fotbalist japonez (portar), (n. 1937)
- 21 ianuarie: Gheorghe Munteanu, 83 ani, pictor și profesor sovietic din R. Moldova (n. 1934)
- 22 ianuarie: Ursula K. Le Guin (n. Ursula Kroeber), 88 ani, scriitoare americană de literatură SF (n. 1929)
- 23 ianuarie: Aspazia Oțel Petrescu, 94 ani, deținută politic și scriitoare română (n. 1923)
- 24 ianuarie: Attila Verestóy, 63 ani, senator român de etnie maghiară (n. 1954)
- 25 ianuarie: Claribel Alegría (n. Clara Isabel Alegría Vides), 93 ani, jurnalistă și scriitoare din Nicaragua (n. 1924)
- 25 ianuarie: Neagu Djuvara, 101 ani, istoric, filosof și diplomat român (n. 1916)
- 27 ianuarie: Ingvar Kamprad, 91 ani, om de afaceri suedez, fondatorul retailer-ului suedez de mobilă IKEA (n. 1926)
- 27 ianuarie: Uta Poreceanu-Schlandt, 81 ani, sportivă română (gimnastică artistică), (n. 1936)
- 29 ianuarie: Ion Ciubuc, 74 ani, economist și om politic din R. Moldova, prim-ministru (1997-1999), (n. 1943)

### Februarie
- 1 februarie: Barys Kit, 107 ani, om de știință belaruso-american (n. 1910)
- 2 februarie: Dennis Edwards, 74 ani, cântăreț american de muzică soul și R&B (The Temptations), (n. 1943)
- 2 februarie: Jon Meade Huntsman, 80 ani, om de afaceri și filantrop american (n. 1937)
- 3 februarie: Leon Chancler, 65 ani, baterist de jazz funk, percuționist, compozitor și producător muzical american (n. 1952)
- 4 februarie: Etelka Barsiné Pataky, 76 ani, om politic maghiar, membru al Parlamentului European (2004–2009), (n. 1941)
- 4 februarie: Séamus Pattison, 81 ani, om politic irlandez, membru al Parlamentului European (1979–1984), (n. 1936)
- 6 februarie: Radion Cucereanu, 90 ani, autor de manuale, român (n. 1927)
- 7 februarie: John Perry Barlow, 70 ani, poet, eseist și activist politic american (n. 1947)
- 7 februarie: Waltraud Kretzschmar, 70 ani,  handbalistă est-germană (n. 1948)
- 8 februarie: Marie Gruber, 62 ani, actriță germană de teatru și film (n. 1955)
- 9 februarie: John Gavin (n. John Anthony Golenor), 86 ani, actor american de film (n. 1931)
- 10 februarie: Andrei Avram, 87 ani, lingvist român (n. 1930);
- 10 februarie: Alan R. Battersby, 92 ani, specialist britanic în chimie organică (n. 1925)
- 12 februarie: Tănase-Pavel Tăvală, 89 ani,  senator român (1992-1996), (n. 1928)
- 12 februarie: Andrei Timuș, 96 ani, academician, doctor habilitat în economie, profesor universitar din R. Moldova (n. 1921)
- 13 februarie: Florin Nicolae Diacu, 58 ani, matematician român (n. 1959)
- 13 februarie: Dobri Dobrev, 103 ani, ascet (pustnic) bulgar (n. 1914)
- 13 februarie: Henrik, Prinț Consort al Danemarcei (n. Henri Marie Jean André de Laborde de Monpezat), 83 ani, nobil danez născut în Franța (n. 1934)
- 14 februarie: Zoltán Kallós, 91 ani, folclorist maghiar din Transilvania (n. 1926)
- 15 februarie: Sergiu Singer, 89 ani, arhitect, scenograf, scriitor și gastrozof de etnie română (n. 1928)
- 16 februarie: Arsenie Voaideș, 67 ani, arhimandrit ortodox român (n. 1951)
- 17 februarie: Vasili Krîlov, 71 ani, biolog rus (n. 1947)
- 19 februarie: Paul Urmuzescu, 89 ani, compozitor român (n. 1928)
- 19 februarie: Serghei Litvinov, atlet sovietic (n. 1958)
- 20 februarie: Arnaud Geyre, 82 ani, ciclist francez (n. 1935)
- 21 februarie: Boris Crăciun, 79 ani, scriitor, romancier, dramaturg, reporter și editor român (n. 1939)
- 21 februarie: Billy Graham (n. William Franklin Graham, jr.), 99 ani, evanghelist creștin, pastor de orientare baptistă de sud (n. 1918)
- 21 februarie: Ján Kuciak, 27 ani, jurnalist slovac (n. 1990)
- 22 februarie: Richard Edward Taylor, 88 ani, fizician american de etnie canadiană, laureat al Premiului Nobel (1990), (n. 1929)
- 24 februarie: Getulio Alviani, 78 ani, pictor italian (n. 1939)
- 27 februarie: Quini (Enrique Castro González), 68 ani, fotbalist spaniol (atacant), (n. 1949)
- 28 februarie: Liviu Leonte, 88 ani, critic și istoric literar român (n. 1929)
- 28 februarie: Ștefan Tașnadi, 64 ani, sportiv român (haltere), laureat cu medalia de argint (1984), (n. 1953)

### Martie
- 2 martie: Jesús López Cobos, 78 ani, dirijor spaniol (n. 1940)
- 3 martie: Eugen Noveanu, 89 ani,  pedagog și lingvist român (n. 1929)
- 3 martie: Traian Sabău, 77 ani, deputat român (1996-2000), (n. 1941)
- 3 martie: Robert Scheerer, 89 ani, regizor, actor și producător american de film și televiziune (n. 1928)
- 3 martie: Daniel Walther, 77 ani, scriitor francez (n. 1940)
- 3 martie: David Ogden Stiers, 75 ani, actor american (n. 1942)
- 4 martie: Davide Astori, 31 ani, fotbalist italian (n. 1987)
- 5 martie: Hayden White, 89 ani, istoric și teoretician american (n. 1929)
- 6 martie: Peter Freund, 81 ani, fizician american, evreu originar din România (n. 1936)
- 6 martie: Lavrente Calinov, 81 ani, canoist român (n. 1936)
- 7 martie: Gheorghe Damian, 87 ani, politician român, ales senator în legislatura 1990-1992 în județul Prahova pe listele partidului FSN (n. 1930)
- 8 martie: Constantin Gudima, 75 ani, unul dintre cei mai performanți fizicieni din Republica Moldova, cercetător științific coordonator la Institutul de Fizică aplicată al Academiei de Științe a Moldovei, specialist în fizică nucleară (n. 1942)
- 8 martie: Alexandru Jdanov, 85 ani, deputat din R. Moldova (n. 1932)
- 8 martie:  Kate Wilhelm (Katie Gertrude Meredith), 89 ani, scriitoare americană (n. 1928)
- 9 martie:  Oskar Gröning, 96 ani, subofițer SS german (n. 1921)
- 9 martie:  Ion Voinescu, 88 ani, fotbalist român (portar), (n. 1929)
- 11 martie: Karl Lehmann, 81 ani, cardinal german, episcop al Diecezei de Mainz (1983–2016), (n. 1936)
- 13 martie: Geta Caragiu, 88 ani, sculptoriță română (n. 1929)
- 14 martie: Stephen Hawking, 76 ani, fizician, teoretician al originii universului, scriitor, profesor universitar și cosmolog britanic (n. 1942)
- 14 martie: Liam O'Flynn, 72 ani, muzician irlandez (n. 1945)
- 16 martie: Ion Dogaru, 83 ani, jurist român (n. 1935)
- 16 martie: Mordechai Hager, 95 ani, rabin originar din Oradea, liderul mondial al dinastiei hasidice Vizhnitz (n. 1922)
- 19 martie: Andrei Gheorghe, 56 ani, prezentator și realizator de emisiuni radio și televiziune din România (n. 1962)
- 20 martie: Paul Colin, 98 ani, scriitor francez (n. 1920)
- 20 martie: Iosif Nagy (atlet), 71 ani, atlet român (n. 1946)
- 21 martie: Iosif Herțea, 81 ani, etnomuzicolog, compozitor și cercetător român (n. 1936)
- 22 martie: Dariush Shayegan, 83 ani, proeminent gânditor, teoretician cultural și filosof iranian (n. 1935)
- 23 martie: Philip Kerr, 62 ani, scriitor scoțian de thrillere pentru adulți (n. 1956)
- 23 martie: Seán Treacy, 94 ani, om politic irlandez, membru al Parlamentului European (1979–1984), (n. 1923)
- 23 martie: Aileen Paterson, 83 ani, ilustratoare britanică (n. 1934)
- 24 martie: José Antonio Abreu, 78 ani, pianist, clavecinist, compozitor, pedagog, dirijor și economist venezuelan (n. 1939)
- 24 martie: Lys Assia (n. Rosa Mina Schärer), 94 ani, cântăreață elvețiană, prima câștigătoare a Concursului Muzical Eurovision (1956), (n. 1924)
- 24 martie: Rim Banna, 51 ani, cântăreață palestiniană (n. 1966)
- 25 martie: Nicolae Tilihoi, 61 ani, fotbalist român (n. 1956)
- 26 martie: Ksenia Mialo, 81 ani, politologă, culturologă, publicistă și personalitate publică sovietică și rusă (n. 1936)
- 27 martie: Stéphane Audran, 85 ani, actriță franceză de film și televiziune (n. 1932)
- 27 martie: Aimée Iacobescu (Gabriela-Aimée Iacobescu), 71 ani, actriță română (n. 1946)
- 28 martie: Octavian Dincuță, 70 ani, fotbalist român (atacant), (n. 1947)
- 29 martie: Ștefan Vetrilă, 76 ani, medic din R. Moldova (n. 1941)
- 31 martie: Luigi De Filippo, 87 ani, actor italian (n. 1930)

### Aprilie
- 1 aprilie: Justin Andrei, 84 ani, inginer geolog și geofizician român (n. 1934)
- 1 aprilie: Efraín Ríos Montt, 91 ani, ofițer guatemalez (n. 1926)
- 2 aprilie: Vsevolod Moscalenco, 89 ani, fizician din R. Moldova (n. 1928)
- 3 aprilie: Darie Novăceanu, 80 ani, poet, traducător de limba spaniolă, scriitor și eseist român (n. 1937)
- 5 aprilie: Tim O'Connor (actor), 90 ani, actor american (n. 1927)
- 5 aprilie: Tim O'Connor, actor american (n. 1927)
- 6 aprilie: Șerban Papacostea, 89 ani, istoric român (n. 1928)
- 7 aprilie: Peter Grünberg, 78 ani, fizician german (n. 1939)
- 8 aprilie: Leila Abashidze, 88 ani, actriță, regizoare de film și scenaristă georgiană (n. 1929)
- 8 aprilie: Chuck McCann, 83 ani, actor american (n. 1934)
- 8 aprilie: John Miles, 74 ani, pilot britanic de Formula 1 (n. 1943)
- 9 aprilie: Zoltán Gábos, 93 ani, profesor emerit de fizică teoretică la Universitatea Babeș-Bolyai din Cluj-Napoca, membru extern al Academiei de științe Ungare (n. 1924)
- 9 aprilie: Dewey Martin, 94 ani, actor american (n. 1923)
- 9 aprilie: Dewey Martin, actor american (n. 1923)
- 11 aprilie: Carmen Stănescu, 92 ani, actriță română (n. 1925)
- 12 aprilie: Valentin Munteanu, 79 ani, medic psihiatru român (n. 1939)
- 13 aprilie: Art Bell (Arthur William Bell, III), 72 ani, prezentator radio și autor american (n. 1945)
- 13 aprilie: Miloš Forman, 86 ani, actor, scenarist, profesor și regizor de film ceh (n. 1932)
- 14 aprilie: Jean Băileșteanu, 67 ani,  scriitor, membru al Uniunii Scriitorilor din România (n. 1951)
- 14 aprilie: Mihai Stănescu, 78 ani, caricaturist român (n. 1939)
- 15 aprilie: Augustin Crecan, 71 ani, politician român (n. 1946)
- 15 aprilie: R. Lee Ermey (Ronald Lee Ermey), 74 ani, actor american (n. 1944)
- 15 aprilie: Nicolae Mischie (Alexandru Nicolae Mischie), 73 ani, politician român (n. 1945)
- 15 aprilie: Stefano Zappalà, 77 ani, politician italian (n. 1941)
- 15 aprilie: Alexandru Nicolae Mischie, politician român (n. 1945)
- 16 aprilie: Ionela Prodan, 70 ani, interpretă română de muzică populară (n. 1947)
- 16 aprilie: Florea Dumitrescu, 91 ani, politician român (n. 1927)
- 17 aprilie: Barbara Bush, 92 ani, soția președintelui american George H. W. Bush (n. 1925)
- 19 aprilie: Hasan Kurti, 84 ani, medic albanez, radiolog de profesie și scriitor (n. 1933)
- 20 aprilie: Avicii (Tim Bergling), 28 ani, muzician, DJ și producător muzical suedez (n. 1989)
- 22 aprilie: Ivan Neumîvakin, 89 ani, medic rus, doctor în științe medicale (n. 1928)
- 23 aprilie: Nino Kurtsidze, 42 ani, șahistă georgiană (n. 1975)
- 24 aprilie: Călin Căliman, 82 ani, critic de film, profesor universitar și ziarist român (n. 1935)
- 24 aprilie: Dinu C. Giurescu, 91 ani, istoric român (n. 1927)
- 25 aprilie: Michael Anderson, 98 ani, regizor de film englez (n. 1920)
- 26 aprilie: Yoshinobu Ishii, 79 ani, fotbalist japonez (n. 1939)
- 28 aprilie: Ilie Gheorghe, 77 ani, actor român (n. 1940)
- 28 aprilie: Nina Škottová, 71 ani, politiciană cehă (n. 1946)
- 29 aprilie: Robert Mandan, 86 ani, actor american (n. 1932)
- 30 aprilie: Anatole Katok, 73 ani, matematician american de etnie rusă (n. 1944)
- 30 aprilie: Constantin Șișcanu, 84 ani,  poet, scenarist și scriitor sovietic moldovean, autor de opere pentru copii și critic literar (n. 1933)

### Mai
- 1 mai: Constantin Olteanu, 90 ani, ofițer, comunist român, (n. 1928)
- 3 mai: Doina Cornea, 88 ani, publicistă și disidentă anticomunistă din România (n. 1929)
- 3 mai: Ilie Nisan, 97 ani, muzicolog, critic muzical și profesor sovietic moldovean și israelian (n. 1921)
- 6 mai: Ion Dodu Bălan, 88 ani, critic literar român (n. 1929)
- 6 mai: Paolo Ferrari (actor), 89 ani,  actor și moderator de televiziune italian (n. 1929)
- 6 mai: Ioan Munteanu, 79 ani, medic obstetrician român (n. 1938)
- 6 mai: Jamal Naji, 63 ani, scriitor iordanian (n. 1954)
- 6 mai: Brad Steiger, 82 ani, autor american de lucrări de ficțiune și de non-ficțiune (n. 1936)
- 7 mai: Andreas Findig, 56 ani, scriitor austriac  (n. 1961)
- 7 mai: Maurane, 57 ani, cântăreață și actriță belgiană (n. 1960)
- 8 mai: Lara Saint Paul, 73 ani, cântăreață italiană (n. 1945)
- 11 mai: Gérard Genette, 87 ani, teoretician literar francez (n. 1930)
- 11 mai: Viktor Șamburkin, 86 ani, trăgător de tir sovietic (n. 1931)
- 13 mai: Glenn Branca, 69 ani, compozitor american (n. 1948)
- 13 mai: Margot Kidder, 69 ani, actriță americană de etnie canadiană (n. 1948)
- 14 mai: Tom Wolfe (Thomas Kennerly Wolfe Jr.), 88 ani, autor american (n. 1930)
- 15 mai: Cristian Țopescu, 81 ani, comentator sportiv și politician român (n. 1937)
- 16 mai: François Bréda, 62 ani, eseist, poet, critic literar, traducător, dramaturg, membru al Uniunii Scriitorilor din România (n. 1956)
- 16 mai: Lucian Pintilie, 84 ani, regizor de teatru și film, român (n. 1933)
- 17 mai: Nicole Fontaine, 76 ani, om politic francez, membru al Parlamentului European (2004-2009), (n. 1942)
- 18 mai: Blanka Votavová, 85 ani, pictoriță, graficiană și ilustratoare cehoslovacă (n. 1933)
- 19 mai: Vincent McEveety, 88 ani, regizor american de film (n. 1929)
- 21 mai: Anna Maria Ferrero, 83 ani, actriță italiană (n. 1935)
- 22 mai: Cabiria Andreian Cazacu, 90 ani, matematician, profesor universitar, membru de onoare al Academiei Române (n. 1928)
- 22 mai: Alberto Dines, 86 ani, scriitor și jurnalist brazilian (n. 1932)
- 22 mai: Mircea Malița, 91 ani, academician român, diplomat, matematician, profesor universitar și eseist (n. 1927)
- 22 mai: Philip Roth, 85 ani, romancier american de origine evreiască (n. 1933)
- 24 mai: Ileana Constantinescu, 88 ani, interpretă română de muzică populară (n. 1929)
- 25 mai: Hildegard-Carola Puwak, 69 ani, deputat român (n. 1949)
- 26 mai: Alan Bean, 86 ani, astronaut american (Apollo 12, Skylab 3), (n. 1932)
- 27 mai: Gardner Dozois, 70 ani, scriitor și antologator american de SF și editor (n. 1947)
- 28 mai: Giuseppe Brienza, 79 ani, politician italian (n. 1938)
- 28 mai: Serge Dassault, 93 ani, afacerist și politician francez (n. 1925)
- 28 mai: Jens Christian Skou, 99 ani, chimist danez, laureat al Premiului Nobel (1997), (n. 1918)

### Iunie
- 2 iunie: Paul Delos Boyer, 99 ani, chimist american, laureat al Premiului Nobel (1997), (n. 1918)
- 2 iunie: Emil Wolf, 95 ani, fizician american de etnie evreiască, membru de onoare al Academiei Române (n. 1922)
- 3 iunie: Frank Carlucci, 87 ani, politician și diplomat american (n. 1930)
- 3 iunie: Alexandru Jula, 83 ani, cântăreț român (n. 1934)
- 5 iunie: Karl Fritz Lauer, 80 ani, botanist german (n. 1938)
- 6 iunie: Kira Muratova, 83 ani, regizoare, scenaristă și actriță ucraineană (n. 1934)
- 7 iunie: Mina Dobzeu, 96 ani, arhimandrit român (n. 1921)
- 8 iunie: Anthony Bourdain, 61 ani, maestru bucătar (chef) și prezentator de televiziune, american (n. 1956)
- 10 iunie: Livia Ana Tătaru, 90 ani, profesor și om de știință român (n. 1927)
- 11 iunie: Maria Butaciu, 78 ani, interpretă română de muzică populară (n. 1940)
- 14 iunie: Natalia Gliga, 77 ani, interpretă română de muzică populară (n. 1940)
- 17 iunie: Dumitru Micu, 89 ani, istoric și critic literar român (n. 1928)
- 18 iunie: XXXTentacion (n. Jahseh Dwayne Ricardo Onfroy), 20 ani, rapper american (n. 1998)
- 18 iunie: Gō Katō, 80 ani, actor japonez (n. 1938)
- 20 iunie: Sándor Kányádi, 89 ani, poet maghiar din Transilvania (n. 1929)
- 20 iunie: Caroll Morgan (Carroll Joseph Morgan), 70 ani, boxer canadian (n. 1947)
- 21 iunie: Charles Krauthammer, 68 ani, cronicar⁠ și comentator conservator american (n. 1950)
- 21 iunie: Gernot Nussbächer, 78 de ani, istoric sas transilvănean (n. 1939)
- 22 iunie: Vinnie Paul, 54 ani, baterist și producător muzical american (Pantera), (n. 1964)
- 23 iunie: Dumitru Moțpan, 78 ani, politician din R. Moldova, președinte al Parlamentului Republicii Moldova (1997–1998), (n. 1940)
- 24 iunie: Ghenadie Gheorghe, 82 ani, episcop român (n. 1936)
- 25 iunie: Victor Volcinschi, 85 ani, doctor în drept, jurist, profesor și poet din Republica Moldova (n. 1931)
- 26 iunie: Yousif Seroussi, 85 ani, om de afaceri român de etnie sudaneză (n. 1933)
- 27 iunie: Harlan Ellison, 84 ani, scriitor și antologator american (n. 1934)
- 27 iunie: Joseph Jackson, 89 ani, fondatorul formației The Jackson 5, tatăl și managerul artistului Michael Jackson (n. 1928)
- 28 iunie: Goran Bunjevčević, 45 ani, fotbalist sârb de etnie croată (n. 1973)
- 28 iunie: Christine Nöstlinger, 81 ani, scriitoare austriacă (n. 1936)
- 29 iunie: Steve Ditko, 90 ani,  artist și scriitor american de benzi desenate (n. 1927)
- 29 iunie: Irena Szewińska, 72 ani, atletă poloneză în probele de sprint (n. 1946)
- 30 iunie: Leonard Gavriliu, 91 ani, psiholog, scriitor, publicist și traducător român (n. 1927)

### Iulie
- 4 iulie: Dumitru Vatamaniuc, 97 ani, critic și istoric literar român, membru de onoare al Academiei Române (n. 1920)
- 4 iulie: Dumitru Vatamaniuc, jurnalist român (n. 1920)
- 5 iulie: Claude Lanzmann, 92 ani, regizor și documentarist francez (n. 1925)
- 5 iulie: Jean-Louis Tauran, 75 ani, cardinal francez (n. 1943)
- 5 iulie: Mihai Zaharia, 74 ani,  atlet român (n. 1943)
- 6 iulie: Marina Procopie, 59 ani, actriță română (n. 1959)
- 8 iulie: Carlo Vanzina, 67 ani, regizor de film, producător și scenarist italian (n. 1951)
- 10 iulie: Karl Schmidt, 86 ani, fotbalist german (n. 1932)
- 10 iulie: Karl Schmidt, fotbalist german (n. 1932)
- 11 iulie: Lindy Remigino, 87 ani, sprinter american (n. 1931)
- 13 iulie: Ciprian Chirvasiu, 54 ani, poet și jurnalist român (n. 1964)
- 13 iulie: Stan Dragoti, 85 ani, regizor american de etnie albaneză (n. 1932)
- 13 iulie: Corneliu Gârbea, 89 ani, actor român (n. 1928)
- 13 iulie: Hans Kronberger, 74 ani, om politic austriac, membru al Parlamentului European (1999–2004), (n. 1943)
- 13 iulie: Thorvald Stoltenberg, 87 ani diplomat norvegian (n. 1931)
- 15 iulie: Dumitru Drăgan, 78 ani, actor român (n. 1939)
- 17 iulie: Adriana Rujan, 74 ani, conferențiar universitar doctor la Catedra de limba și literatura română a Facultății de Litere (n. 1944)
- 18 iulie: Burton Richter, 87 ani, fizician american, laureat al Premiului Nobel (1976), (n. 1931)
- 19 iulie: Shinobu Hashimoto, 100 ani, scenarist japonez (n. 1918)
- 19 iulie: Romulus Maier, 58 ani, editor, jurnalist și om de afaceri român (n. 1960)
- 21 iulie: Harold Covington, 64 ani, activist și scriitor neonazist (n. 1953)
- 21 iulie: Ilie Micolov, 68 ani, cântăreț român (n. 1950)
- 26 iulie: Ion Mahu, 96 ani, veteran de război, academician și pedagog din Republica Moldova (n. 1922)
- 27 iulie: George Cunningham, 87 ani, om politic britanic, membru al Parlamentului European (1973–1979), (n. 1931)
- 27 iulie: Paul Philippi, 94 ani, teolog român (n. 1923)
- 27 iulie: Julieta Strâmbeanu, 81 ani, poetă și actriță română de film și teatru (n. 1937)
- 27 iulie: Vladimir Voinovici, 85 ani, scriitor și disident sovietic (n. 1932)
- 29 iulie: Oliver Dragojević, 70 ani, muzician croat (n. 1947)
- 29 iulie: Tomasz Stańko, 76 ani, trompetist și compozitor polonez (n. 1942)
- 31 iulie: Petru Patron, 83 ani, agronom moldovean (n. 1935)

### August
- 2 august: Mihai Radu Pricop, 68 ani, senator român (2000-2004), (n. 1950)
- 2 august: Ion Stan, 62 ani, politician român (n. 1955)
- 2 august: Mihai-Radu Pricop, politician român (n. 1950)
- 5 august: Piotr Szulkin, 68 ani, regizor de film și scenarist polonez (n. 1950)
- 7 august: Dumitru Fărcaș, 80 ani, taragotist român de muzică populară (n. 1938)
- 9 august: Ștefan Oprea, 85 ani, dramaturg, prozator și critic de teatru și film român (n. 1932)
- 10 august: Koos Human, 86 ani, jurnalist, editor și muzicolog sud-african (n. 1931)
- 10 august: Kin Sugai, 92 ani, actriță japoneză (n. 1926)
- 11 august: Radu Demian, 80 ani, jucător de rugby, antrenor și inginer (n. 1938)
- 11 august: V. S. Naipaul (Vidiadhar Surajprasad Naipaul), 85 ani, scriitor de limba engleză din spațiul fostelor colonii britanice, laureat al Premiului Nobel (2001) (n. 1932)
- 14 august: Miron Ignat, 76 ani, politician român (n. 1941)
- 14 august: Dumitru Moldovan, 71 ani, economist moldovean (n. 1946)
- 15 august: Lucia Wald, 94 ani, filolog român (n. 1923)
- 16 august: Aretha Franklin (Aretha Louise Franklin), 76 ani, cântăreață americană (n. 1942)
- 16 august: Elena Șușunova, 49 ani, sportivă rusă (gimnastică artistică), multiplă campioană olimpică, mondială și europeană (n. 1969)
- 16 august: Atal Bihari Vajpayee, 93 ani, om politic indian, prim-ministru al Indiei (1996, 1998–2004), (n. 1924)
- 18 august: Kofi Annan, 80 ani, politician ghanez, secretar general al ONU, laureat al Premiului Nobel pentru Pace (2001), (n. 1938)
- 19 august: Margareta Niculescu, 92 ani, artist păpușar român, profesor, regizor și director de teatru (n. 1926)
- 19 august: Marius Sala, 85 ani, lingvist român (n. 1932)
- 20 august: Uri Avneri, 94 ani, ziarist de limbă ebraică, om politic și militant pacifist israelian, evreu originar din Germania (n. 1923)
- 21 august: Stefán Karl Stefánsson, 43 ani, actor și cântăreț islandez (n. 1975)
- 24 august: Giuseppe Bacci, 97 ani, pictor italian (n. 1921)
- 24 august: Emil Dreptate, 72 ani, poet român (n. 1946)
- 24 august: Rudi Rosenfeld, 77 ani, actor român de teatru și film, de etnie evreiască (n. 1941)
- 25 august: John McCain, 81 ani, senator american din statul Arizona (n. 1936)
- 25 august: Noam Sheriff, 83 ani, compozitor israelian în domeniul muzicii culte, dirijor și pedagog (n. 1935)
- 26 august: Neil Simon (Marvin Neil Simon), 91 ani, dramaturg și scenarist american de etnie evreiască (n. 1927)
- 29 august: James Mirrlees, 82 ani, economist britanic, laureat al Premiului Nobel (1996), (n. 1936)
- 30 august: Iosif Kobzon, 80 ani, cântăreț rus (n. 1937)
- 31 august: Marius Martinescu, 66 ani, primar al municipiului Lugoj timp de trei mandate între 1996 și 2008 (n. 1951)

### Septembrie
- 1 septembrie: Randy Weston, 92 ani, muzician, compozitor și pianist american de jazz, de etnie jamaicană (n. 1926)
- 3 septembrie: Dan Bălășescu, 74 ani, antrenor român de handbal (n. 1944)
- 3 septembrie: Katyna Ranieri, 91 ani, cântăreață și actriță italiană (n. 1927)
- 4 septembrie: Bill Daily, 91 ani, actor american (n. 1927)
- 5 septembrie: Christopher Lawford, 63 ani, actor și scriitor american, nepot al președintelui american, John F. Kennedy (n. 1955)
- 6 septembrie: Oleg Lobov, 81 ani, politician rus, prim-ministru interimar (1991), (n. 1937)
- 6 septembrie: Burt Reynolds (Burton Leon Reynolds, Jr.), 82 ani, actor și regizor american (n. 1936)
- 7 septembrie: Mac Miller (n. Malcolm James McCormick), 26 ani, cântăreț american (n. 1992)
- 8 septembrie: Chelsi Smith (Chely Mariam Pearl Smith), 75 ani, fotomodel american (n. 1943)
- 12 septembrie: Nicu Boboc, 85 ani, matematician român (n. 1933)
- 13 septembrie: Marin Mazzie (n. Marin Joy Snedeger), 57 ani, actriță și cântăreață americană (n. 1960)
- 19 septembrie: Geta Brătescu, 92 ani, artist vizual din România (n. 1926)
- 21 septembrie: Tran Dai Quang, 61 ani, politician vietnamez, președinte al Vietnamului (2016–2018), (n. 1956)
- 22 septembrie: Al Matthews, 75 ani, actor și cântăreț american (n. 1942)
- 23 septembrie: Charles Kao, 84 ani, inginer britanic de etnie chineză, pionier al utilizării fibrei optice în telecomunicații, laureat al Premiului Nobel (2009), (n. 1933)
- 24 septembrie: Lars Wohlin, 85 ani, om politic suedez, membru al Parlamentului European (2004–2009), (n. 1933)
- 26 septembrie: Ion Ficior, 90 ani, torționar român (n. 1928)
- 26 septembrie: Dumitru Felician Lăzăroiu, 92 ani, inventator, inginer și profesor universitar român (n. 1926)
- 27 septembrie: Marty Balin, 76 ani, muzician american (n. 1942)
- 27 septembrie: Aurel Sasu, 75 ani, critic și istoric literar român, eseist, traducător și cadru didactic universitar (n. 1943)
- 27 septembrie: Siminică (n. Simion Avram), 81 ani, artist și acrobat român (n. 1936)
- 29 septembrie: Stepan Topal, 80 ani, om politic găgăuz din Republica Moldova, guvernator al Găgăuziei (1990–1995), (n. 1938)
- 30 septembrie: Walter Laqueur, 97 ani, istoric și publicist american de etnie germană (n. 1921)

### Octombrie
- 1 octombrie: Charles Aznavour (n. Shahnourh Vaghinag Aznavourian), 94 ani, muzician francez de etnie armeană (n. 1924)
- 2 octombrie: Jamal Khashoggi, 59 ani, jurnalist și comentator politic din Arabia Saudită (n. 1958)
- 3 octombrie: Leon Max Lederman, 96 ani, fizician evreu-american, laureat al Premiului Nobel (1988), (n. 1922)
- 3 octombrie: Victor Iuliu Moldovan, 91 ani, fotbalist român (atacant), (n. 1927)
- 5 octombrie: Herbert Kleber (Herbert David Kleber), 84 ani, psihiatru american (n. 1934)
- 6 octombrie: Montserrat Caballé, 85 ani, solistă spaniolă de operă (soprană), (n. 1933)
- 6 octombrie: Victoria Marinova, 30 ani, jurnalistă bulgară (n. 1988)
- 7 octombrie: Paul Cornea, 94 ani, critic literar român (n. 1923)
- 9 octombrie: Thomas A. Steitz, 78 ani, biolog și biochimist american, laureat all Premiului Nobel (2009), (n. 1940)
- 11 octombrie: Robert Dean (ufolog), 89 ani, ufolog american (n. 1929)
- 11 octombrie: Doug Ellis (Herbert Douglas Ellis), 94 ani, om de afaceri englez (n. 1924)
- 13 octombrie: Georgeta Pitică, 88 ani, jucătoare română de tenis de masă (n. 1930)
- 14 octombrie: Eduardo Arroyo, 81 ani, pictor și grafician spaniol (n. 1937)
- 14 octombrie: Milena Dravić, 78 ani, actriță sârbă (n. 1940)
- 15 octombrie: Paul Allen (Paul Gardner Allen), 65 ani, antreprenor american, cofondator al companiei Microsoft (n. 1953)
- 15 octombrie: Arto Paasilinna, 76 ani, scriitor și jurnalist finlandez (n. 1942)
- 17 octombrie: Mandache Leocov, 89 ani, botanist român (n. 1928)
- 18 octombrie: Danny Leiner (Daniel Leiner), 57 ani, regizor și scenarist american (n. 1961)
- 18 octombrie: Csaba Györffy, 75 ani, fotbalist român care a jucat ca extrem (n. 1943)
- 19 octombrie: Osamu Shimomura, 90 ani, chimist japonez, laureat al Premiului Nobel (2008), (n. 1928)
- 20 octombrie: Mihail Bălănescu, 95 ani, politician român (n. 1922)
- 21 octombrie: Ilie Balaci, 62 ani, fotbalist și antrenor român (n. 1956)
- 21 octombrie: Robert Faurisson, 89 ani, profesor universitar franco-britanic și negaționist al Holocaustului (n. 1929)
- 21 octombrie: Jacob Guinsburg, 97 ani, evreu basarabean, critic de teatru, eseist și profesor brazilian (n. 1921)
- 22 octombrie: Mariana Celac, 82 ani, arhitectă română (n. 1936)
- 23 octombrie: James Karen (n. Jacob Karnofsky), 94 ani, actor american (n. 1923)
- 26 octombrie: Marin Burlea, 69 ani, medic și senator român (2012-2016), (n. 1949)
- 26 octombrie: György Károly, 65 ani, poet și scriitor maghiar (n. 1953)
- 26 octombrie: João W. Nery, 68 ani, scriitor, psiholog și activist brazilian (n. 1950)
- 27 octombrie: Vasile Mihalache, 79 ani, politician român (n. 1939)
- 28 octombrie: Konstantīns Konstantinovs, 40 ani, powerlifter letonian (n. 1978)
- 28 octombrie: Walter Krüger, 88 ani, atlet german (n. 1930)
- 29 octombrie: István Bessenyei, 63 ani, actor, regizor și director de teatru maghiar din România (n. 1955)
- 30 octombrie: Tiberiu Dimitrie Babeu, 83 ani, inginer mecanic român, profesor la Universitatea Politehnica Timișoara (n. 1935)

### Noiembrie
- 1 noiembrie: Carlo Giuffré, 89 ani, actor italian (n. 1928)
- 2 noiembrie: Naftali Bon, 73 ani, atlet kenyan (n. 1945)
- 2 noiembrie: Constantin Popescu, 90 ani, handbalist și antrenor român (n. 1928)
- 5 noiembrie: Alexandru Vișinescu, 93 ani, torționar comunist român (n. 1925)
- 6 noiembrie: Hugh McDowell, 65 ani, interpret englez la violoncel (n. 1953)[114]
- 6 noiembrie: Dave Morgan, 74 ani, pilot englez de Formula 1 (n. 1944)
- 7 noiembrie: Christopher Lehmann-Haupt, 84 ani, jurnalist, redactor, critic literar și romancier american (n. 1934)
- 8 noiembrie: Rolf-Frieder Marmont, 73 ani,  poet traducător și scriitor de limba germană, originar din România (n. 1944)
- 9 noiembrie: Rodica Panaitescu, 62 ani, artistă plastică și profesoară română, membră a Uniunii Artiștilor Plastici din România (n. 1955)
- 11 noiembrie: Shakti Gawain, 70 ani, autoare de literatură americană (n. 1948)
- 12 noiembrie: Stan Lee (n. Stanley Martin Lieber), 95 ani, scriitor de benzi desenate, redactor, actor, producător, personalitate de televiziune și editor american de origine evreiască (n. 1922)
- 14 noiembrie: Rolf Hoppe, 87 ani, actor, german de film și teatru (n. 1930)
- 14 noiembrie: Fernando del Paso, 83 ani, scriitor și poet mexican (n. 1935)
- 14 noiembrie: Simona Patraulea, 87 ani, prezentatoare TV, română (n. 1931)
- 14 noiembrie: Sorin Vieru, 84 ani, filosof și publicist român (n. 1934)
- 16 noiembrie: William Goldman, 87 ani, romancier, scenarist și dramaturg american (n. 1931)
- 18 noiembrie: Mihnea Constantinescu, 56 ani, diplomat român (n. 1961)
- 19 noiembrie: Witold Sobociński, 89 ani, operator de film, polonez (n. 1929)
- 20 noiembrie: Aaron Klug, 92 ani, chimist britanic de etnie lituaniană și evreiască, laureat al Premiului Nobel (1982), (n. 1926)
- 20 noiembrie: Anton Tauf, 72 ani, actor, regizor și profesor român (n. 1946)
- 21 noiembrie: Vasile Mihalachi, 70 ani, politician român (n. 1947)
- 23 noiembrie: Bujor Hălmăgeanu, 77 ani, fotbalist și antrenor român (n. 1941)
- 23 noiembrie: Nicolas Roeg (Nicolas Jack Roeg), 90 ani, regizor de film, englez (n. 1928)
- 25 noiembrie: Randolph Lewis Braham, 95 ani, istoric american de etnie română (n. 1922)
- 25 noiembrie: Giuliana Calandra, 82 ani, actriță italiană (n. 1936)
- 26 noiembrie: Bernardo Bertolucci, 77 ani, regizor și scenarist de film, italian (n. 1941)
- 26 noiembrie: Stephen Hillenburg (Stephen McDannell Hillenburg), 57 ani, animator american (n. 1961)
- 27 noiembrie: Călin Ghibu, 79 ani, actor și director de imagine de film, român (n. 1939)
- 28 noiembrie: Thomas J. J. Altizer (Thomas Jonathan Jackson Altizer), 91 ani, teolog radical american (n. 1927)
- 30 noiembrie: George H. W. Bush (George Herbert Walker Bush), 94 ani, politician american, vicepreședinte (1981–1989), președinte al SUA (1989–1993), (n. 1924)
- 30 noiembrie: Victor Gyözö Hajdu, 89 ani, demnitar comunist român de etnie maghiară (n. 1929)

### Decembrie
- 5 decembrie : Eugen Rotaru, 77 ani, textier, poet și scenarist român din Basarabia (n. 1941)
- 6 decembrie: Vasile Adamescu, 74 ani, profesor și artist român, cu surdocecitate (n. 1944)
- 6 decembrie: Károly Lőwy, 93 ani, medic român (n. 1925)
- 6 decembrie: Károly Lőwi, medic maghiar (n. 1925)
- 9 decembrie: Igal Bashan, 68 ani, cântăreț și compozitor israelian de muzică ușoară (n. 1950)
- 9 decembrie: Riccardo Giacconi, 87 ani, fizician american de etnie italiană, laureat al Premiului Nobel (2002), (n. 1931)
- 15 decembrie: Girma Wolde-Giorgis, 93 ani, politician etiopian, președinte al Etiopiei (2001-2013), (n. 1924)
- 15 decembrie: Viorel Smărandache, 65 ani, fotbalist român (n. 1953)
- 16 decembrie: Mircea Petescu, 75 ani, fotbalist, impresar și antrenor român (n. 1942)
- 17 decembrie: Penny Marshall, 75 ani, actriță, producătoare și regizoare americană (n. 1943)
- 18 decembrie: David C. H. Austin, 92 ani, florist britanic (n. 1926)
- 18 decembrie: Lajos Grendel, 70 ani, scriitor maghiar (n. 1948)
- 18 decembrie: Anca Pop, 34 ani, cântăreață canadiană de etnie română (n. 1984)
- 21 decembrie: Stan Stângaciu, 76 ani, general român (n. 1942)
- 22 decembrie: Jean Bourgain, 64 ani, matematician belgian (n. 1954)
- 24 decembrie: Eugenia Bosânceanu, 93 ani, actriță română de teatru și film (n. 1925)
- 26 decembrie: Aurel Ardelean, 79 ani, senator român (n. 1939)
- 26 decembrie: Roy Jay Glauber, 93 ani, fizician american, laureat al Premiului Nobel (2005), (n. 1925)
- 26 decembrie: Samoilă Stoica, 79 ani, general de armată român (n. 1939)
- 27 decembrie: Constantin Corduneanu, 90 ani, matematician român (n. 1928)
- 27 decembrie: Dan Hatmanu, 92 ani, pictor și grafician român (n. 1926)
- 28 decembrie: Amos Oz, 79 ani, scriitor israelian (n. 1939)
- 28 decembrie: Sergiu Tudose, 82 ani, actor român (n. 1936)
- 28 decembrie: Peter Hill-Wood, 82 ani, om de afaceri englez, patronul clubului de fotbal Arsenal (n. 1936)
- 29 decembrie: Ștefan Ștefănescu, istoric român (n. 1929)
- 30 decembrie: Edgar Hilsenrath, 92 ani, scriitor evreu-german (n. 1926)
- 30 decembrie: Constantin Vasilică, 92 ani, profesor universitar român (n. 1926)
- 31 decembrie: Mark Killilea Jr., 79 ani, om politic irlandez (n. 1939)

### Nedatate
- iunie: Alexandru Mocanu, 83 ani, activist de partid și om politic din Republica Moldova (n. 1934)
- Gica Iuteș (n. Elena-Georgeta Drăgoi), 92 ani, prozatoare română (n. 1925)
- Vasile Rusu,  jurist din Republica Moldova (n. ?)
- Isabela Petrașincu, 87 ani, realizatoare de filme de animație cu păpuși, regizoare de filme de animație și profesoară română (n. 1931)
- Juan José Bayona de Perogordo, 72 ani, om politic spaniol, membru al Parlamentului European în perioada 1999-2004 din partea Spaniei (n. 1945)
- Constantin-Radu Baltazar, senator român în legislatura 1992-1996, ales în județul Argeș pe listele partidului FSN (n. 1934)
- Yoshinori Shigematsu, fotbalist japonez (n. 1930)
- Brigitte Ahrenholz, canotoare germană (n. 1952)

### Galeria celor decedați în 2018

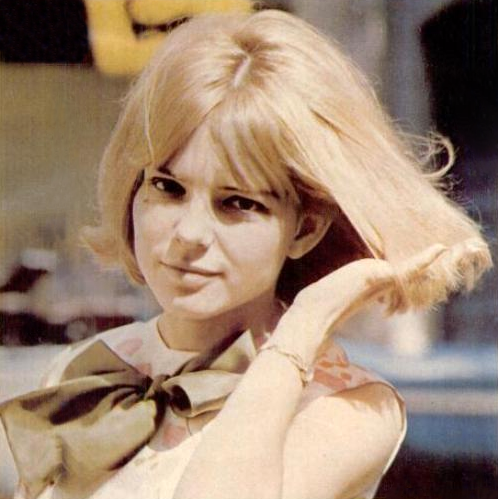
7 ianuarie: France Gall, cântăreață franceză
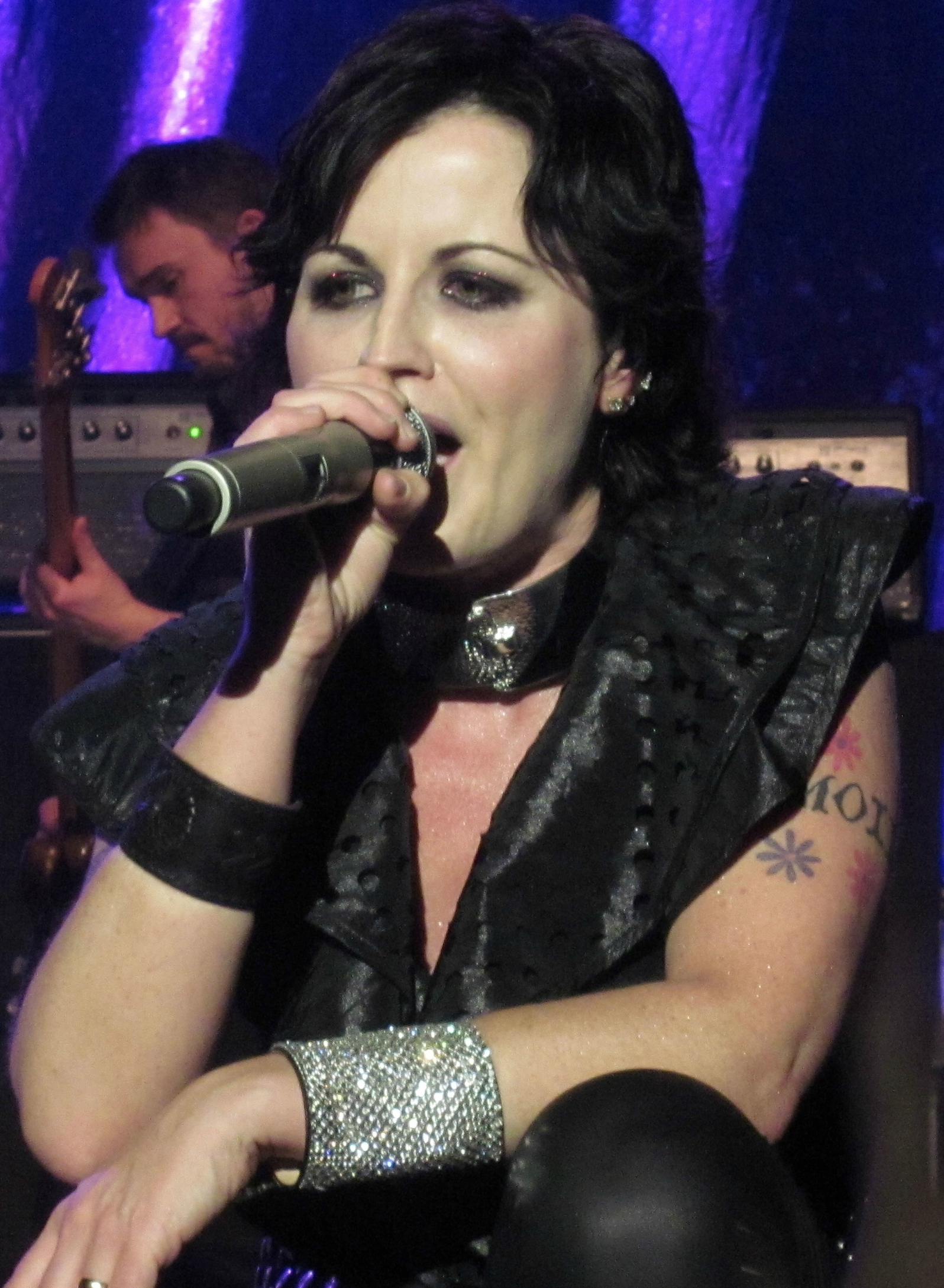
15 ianuarie: Dolores O'Riordan, cântăreață și compozitoare irlandeză
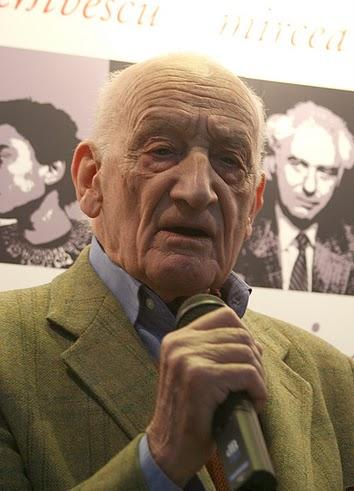
25 ianuarie: Neagu Djuvara, istoric și diplomat român
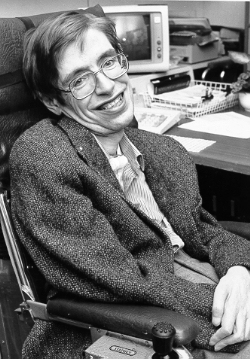
14 martie: Stephen Hawking, fizician englez
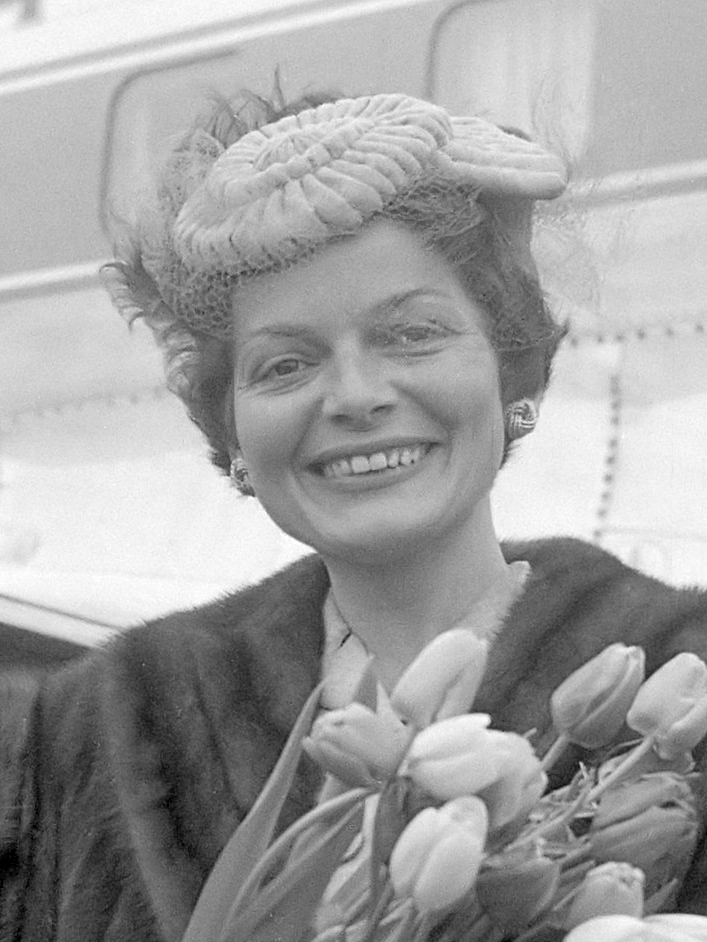
24 martie: Lys Assia, cântăreață elvețiană, prima câștigătoare a Eurovisionului
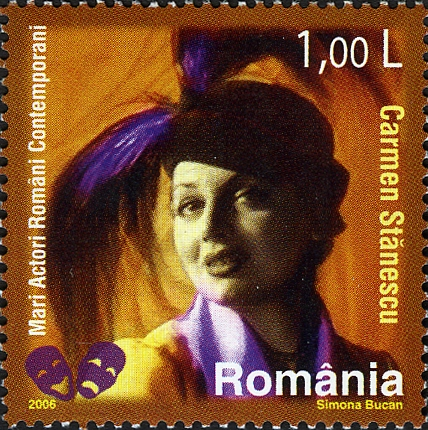
11 aprilie: Carmen Stănescu, actriță română
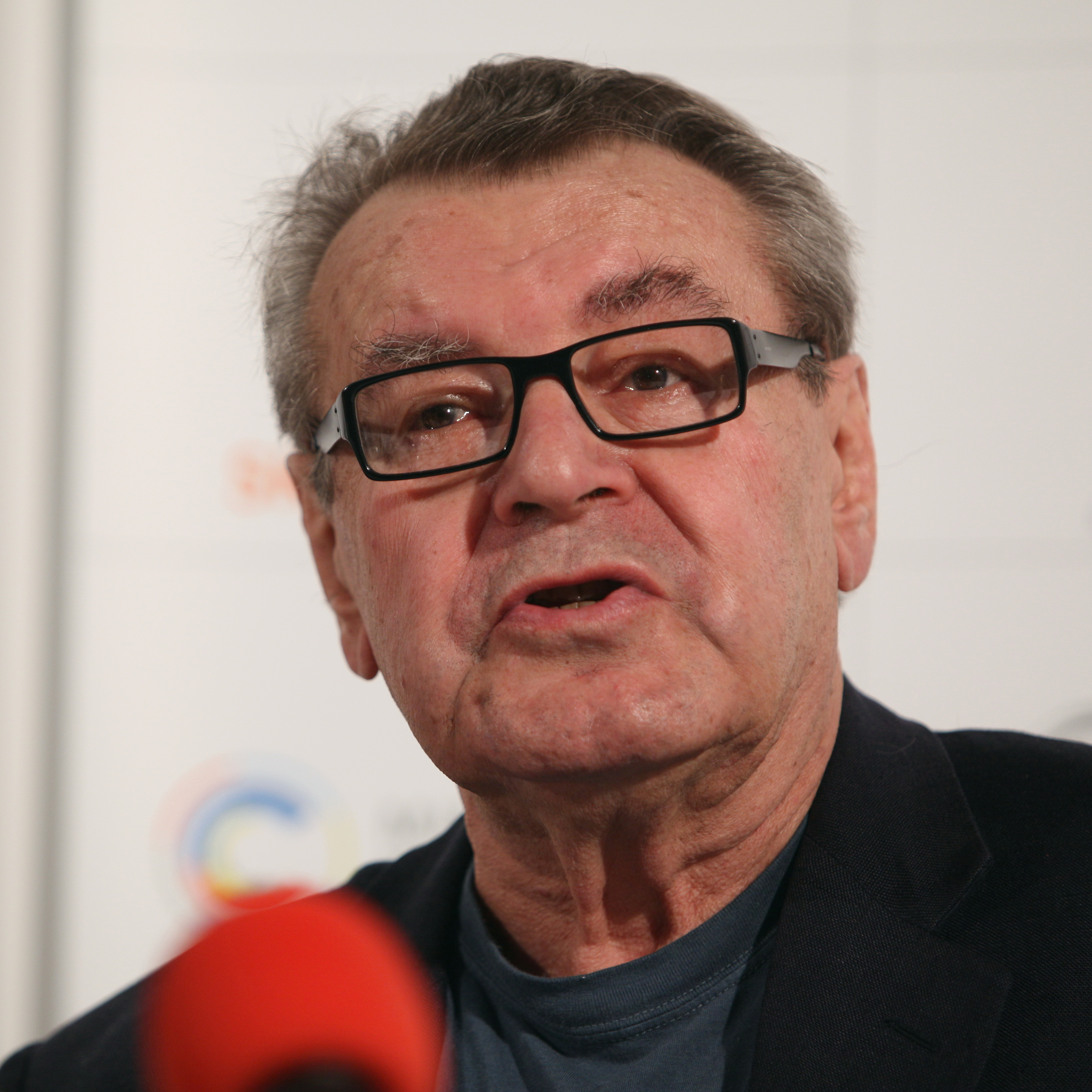
13 aprilie: Miloš Forman, regizor ceh
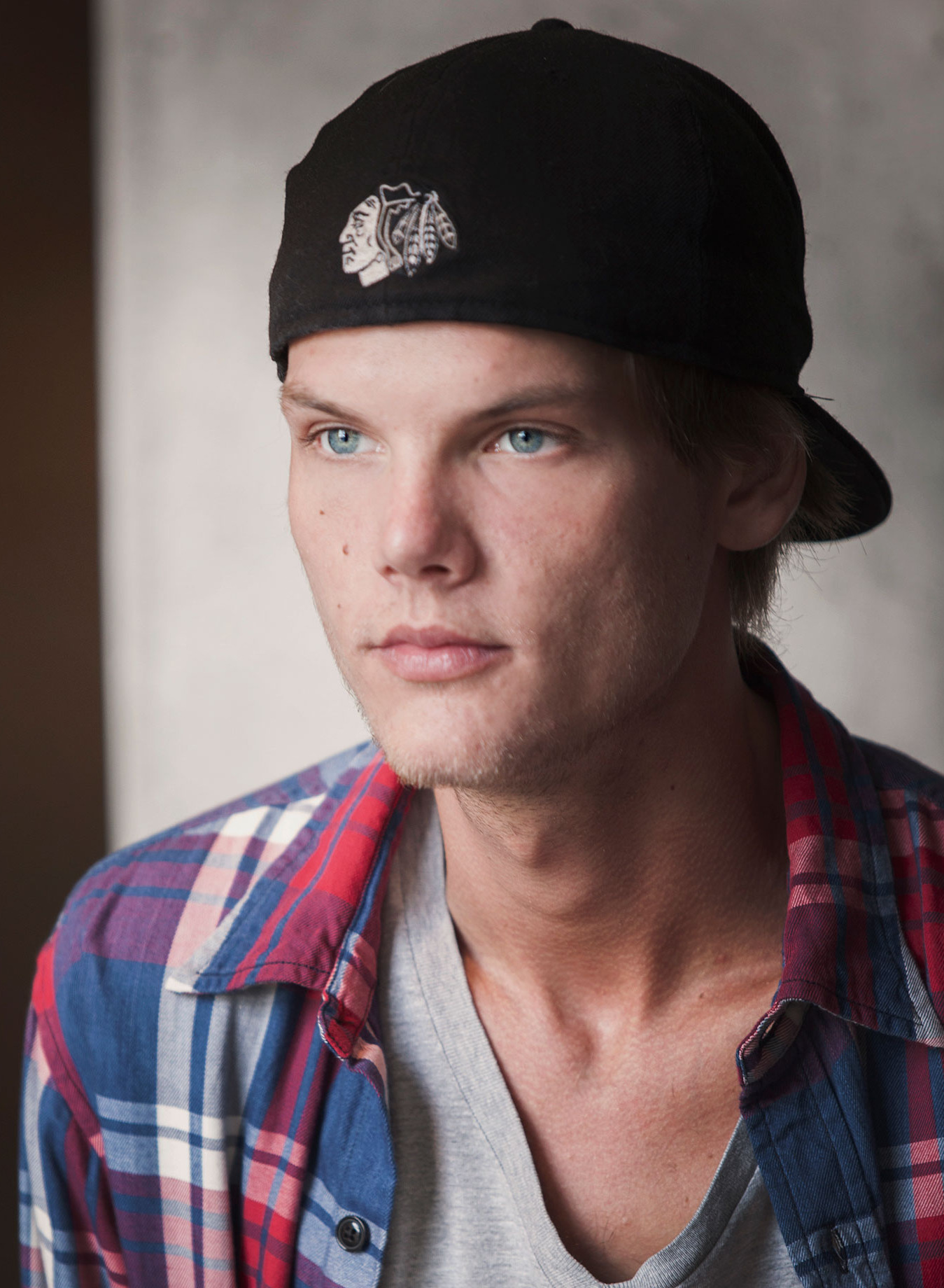
20 aprilie: Avicii, DJ, remixer și producător muzical suedez
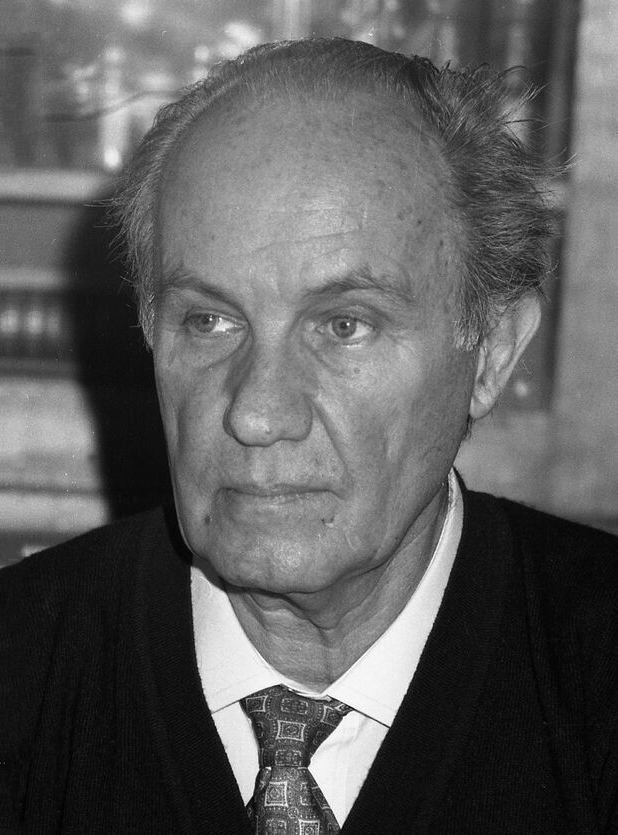
24 aprilie: Dinu C. Giurescu, istoric român
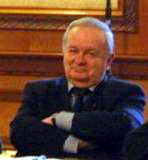
15 mai: Cristian Țopescu, comentator sportiv român
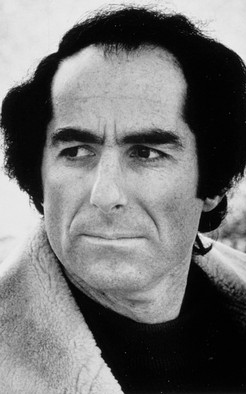
22 mai: Philip Roth, scriitor american
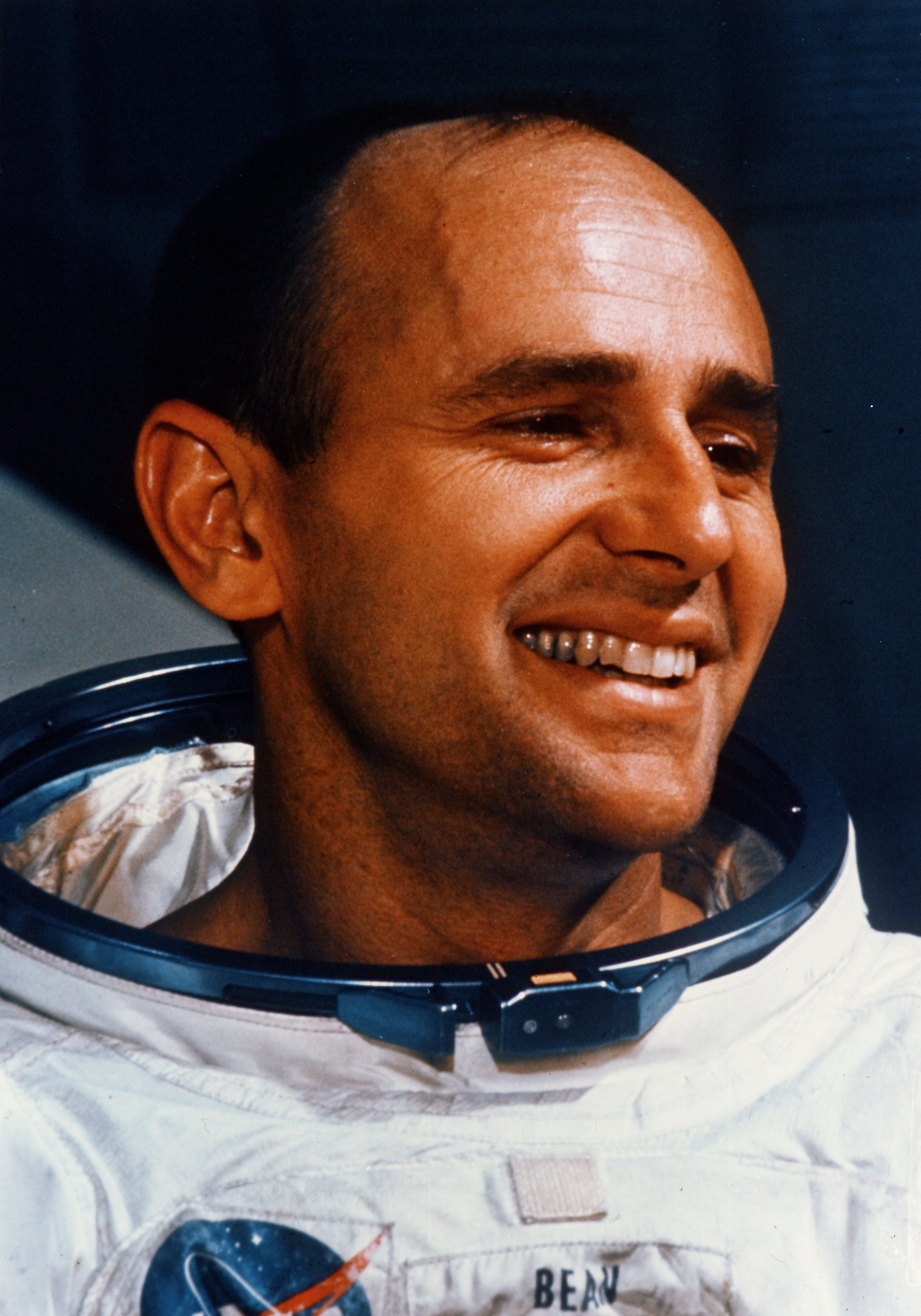
26 mai: Alan Bean, astronaut american, a 4-a persoană care a pășit pe Lună
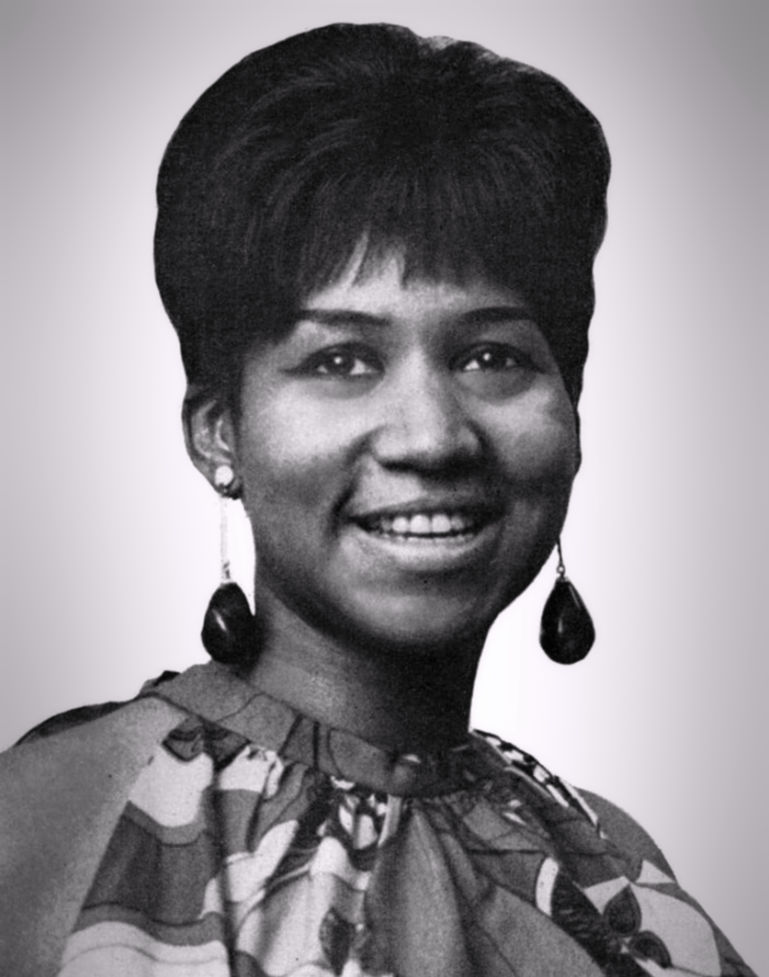
16 august: Aretha Franklin, cântăreață americană
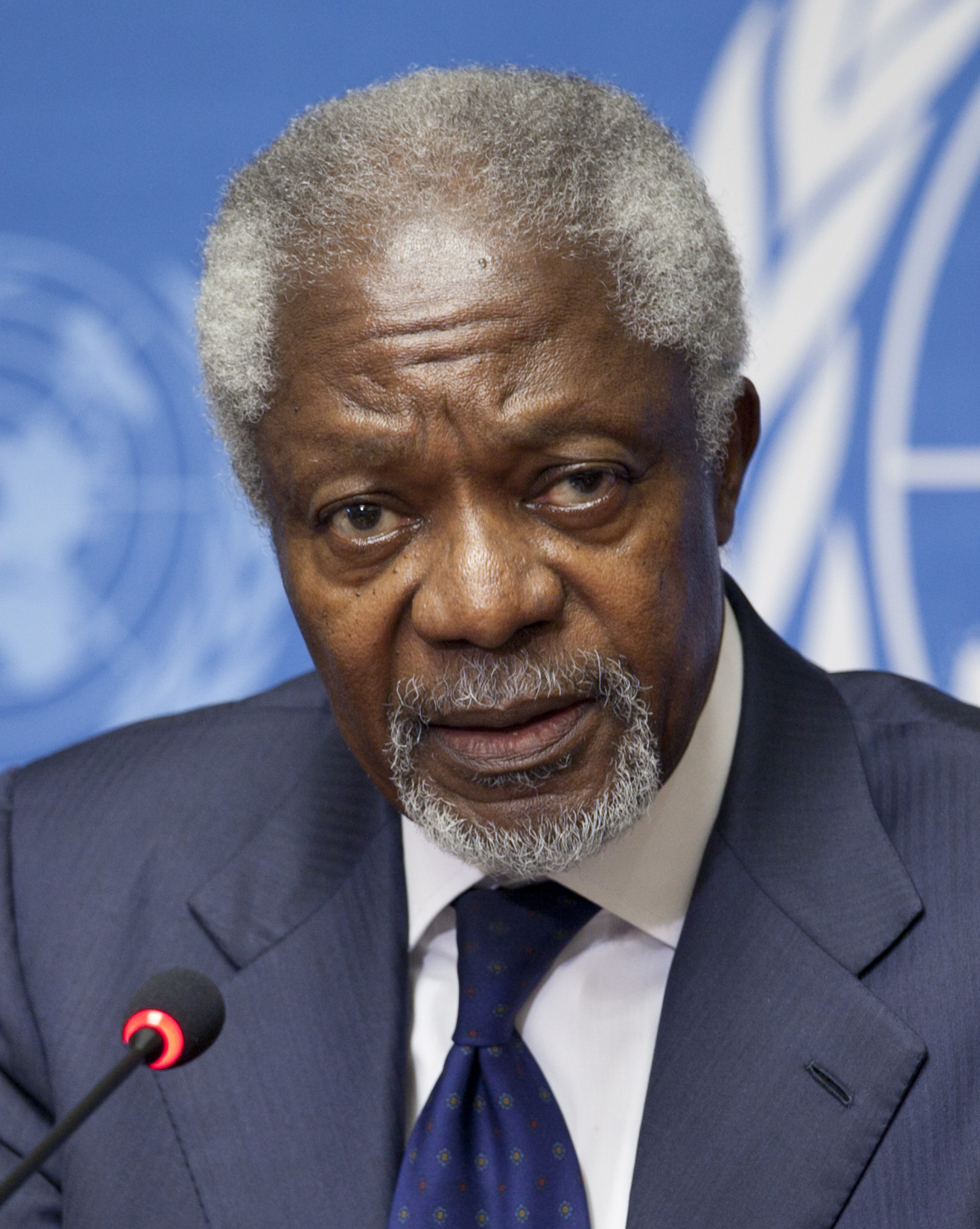
18 august: Kofi Annan, politician ghanez, secretar general al ONU, laureat al Premiului Nobel
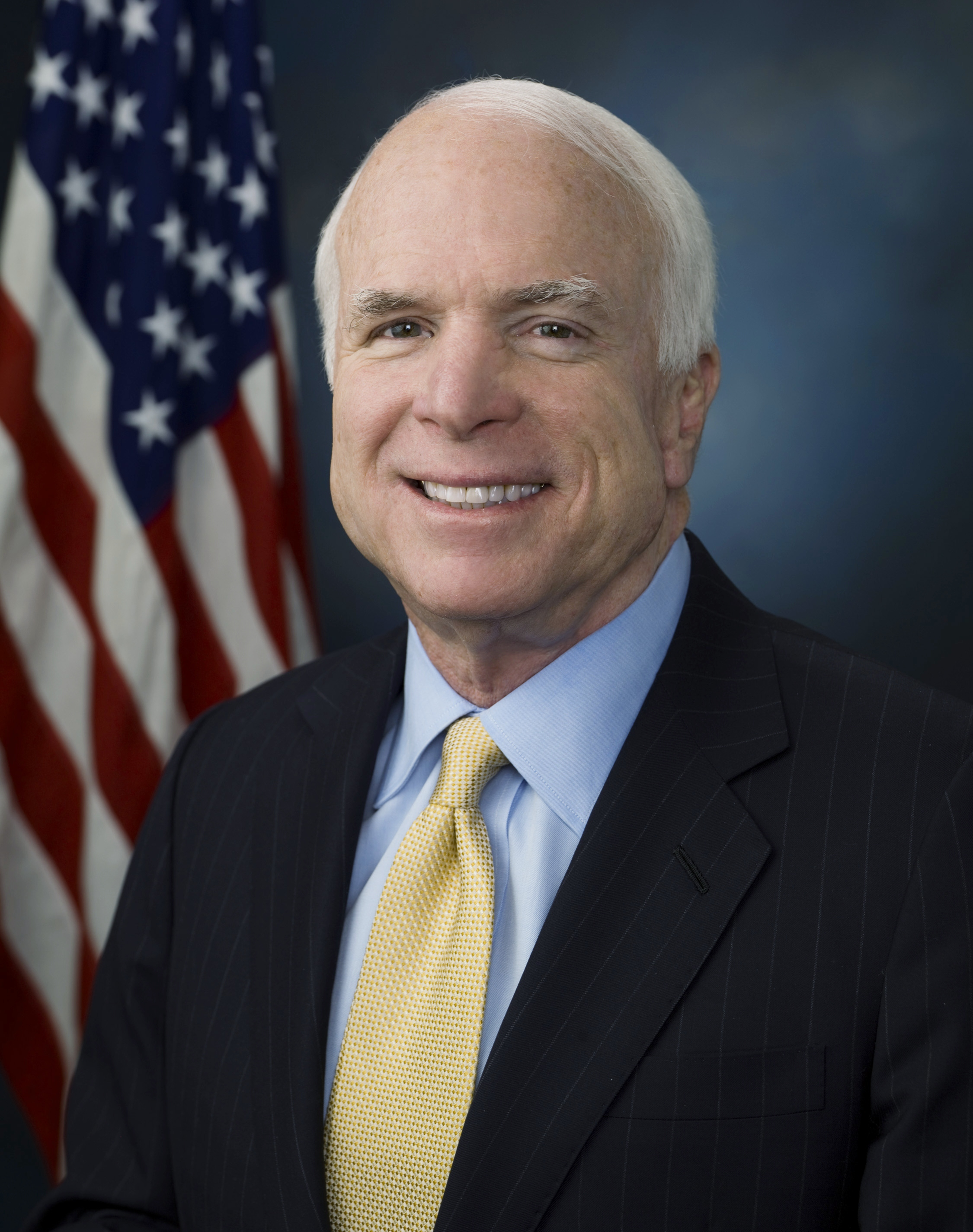
25 august: John McCain, senator american
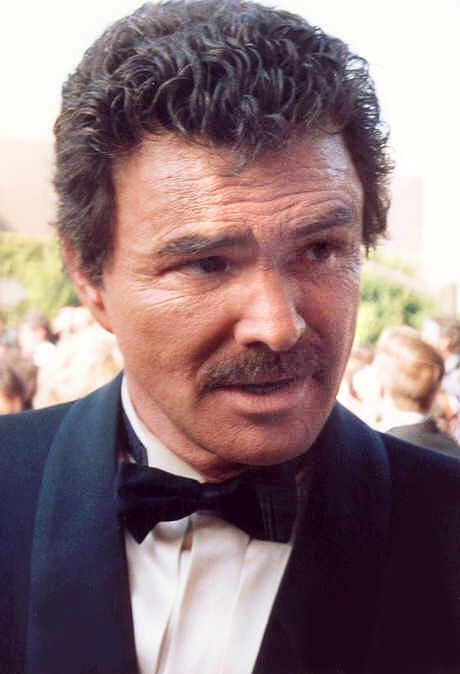
6 septembrie: Burt Reynolds, actor și regizor american
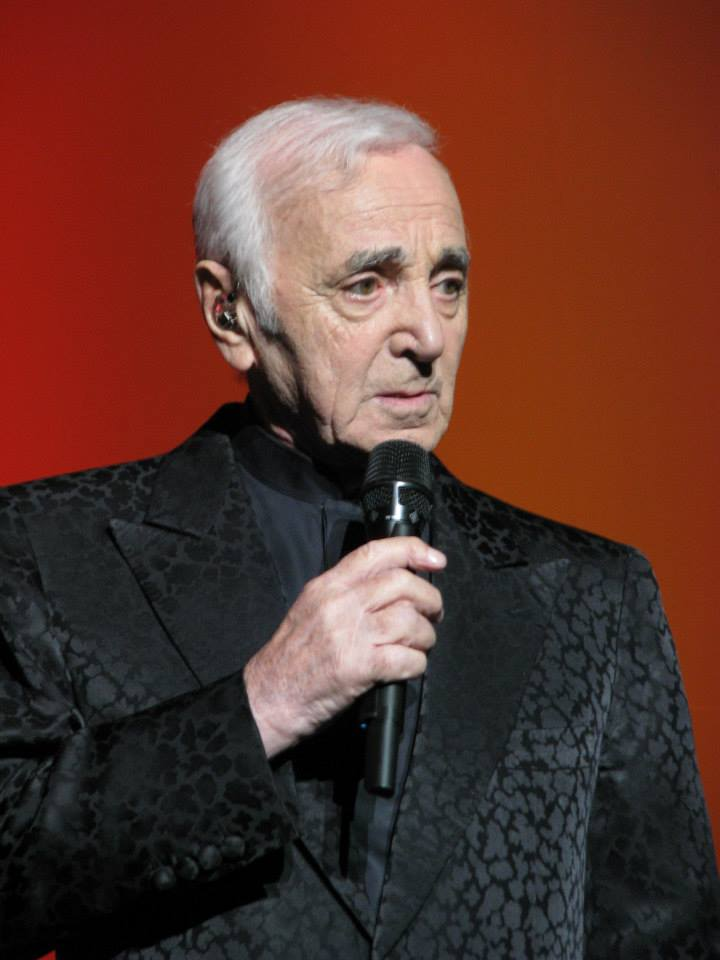
1 octombrie: Charles Aznavour, cântăreț, compozitor și actor francez
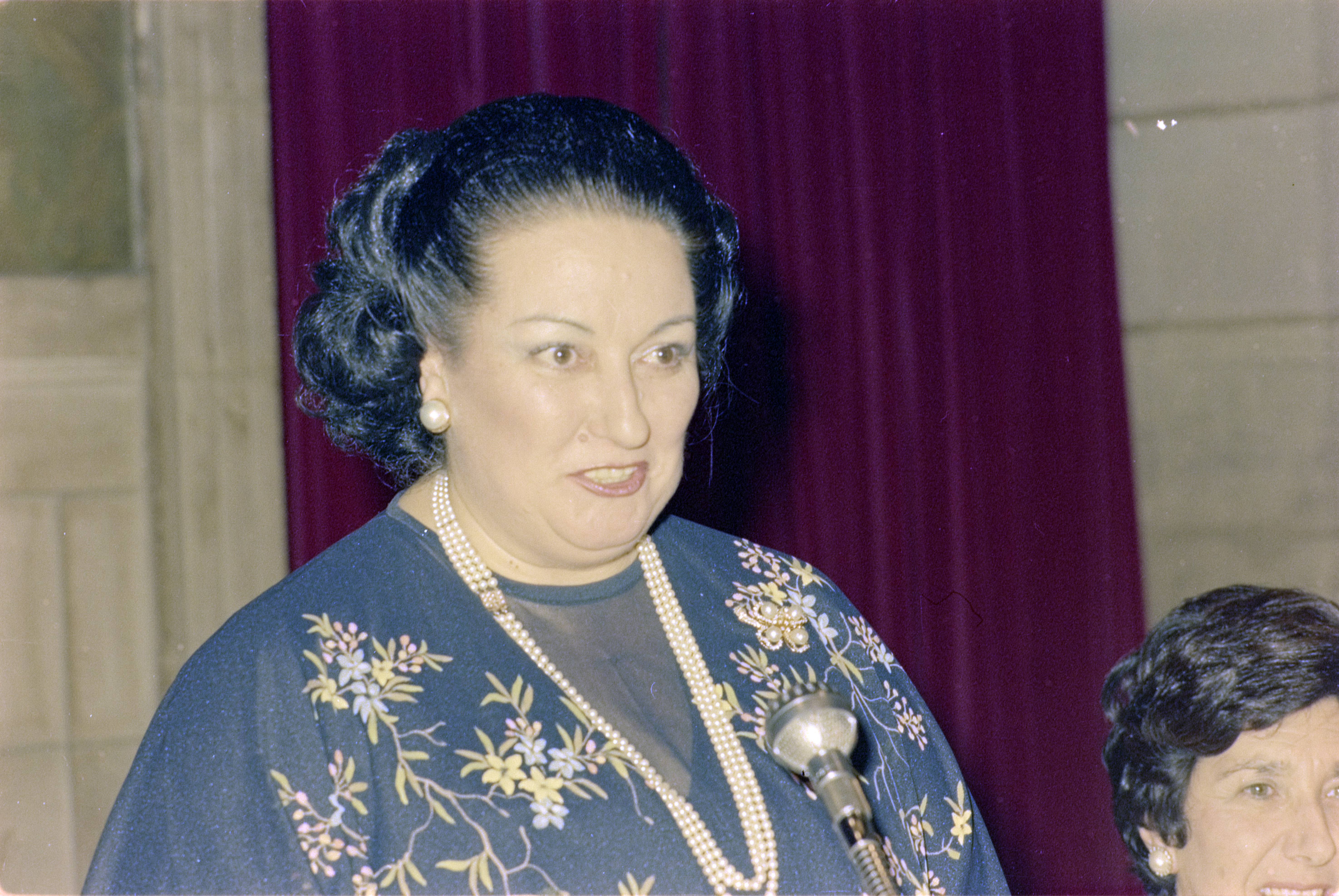
6 octombrie: Montserrat Caballé, cântăreață spaniolă de operă
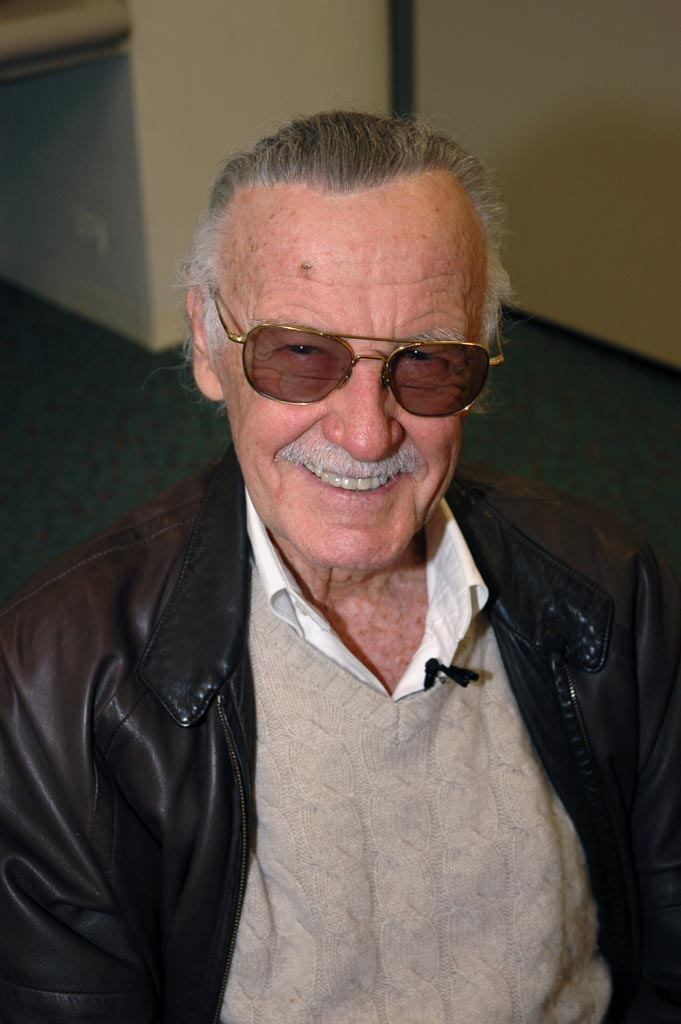
12 noiembrie: Stan Lee, scriitor de benzi desenate, redactor, actor, producător, personalitate de televiziune și editor american
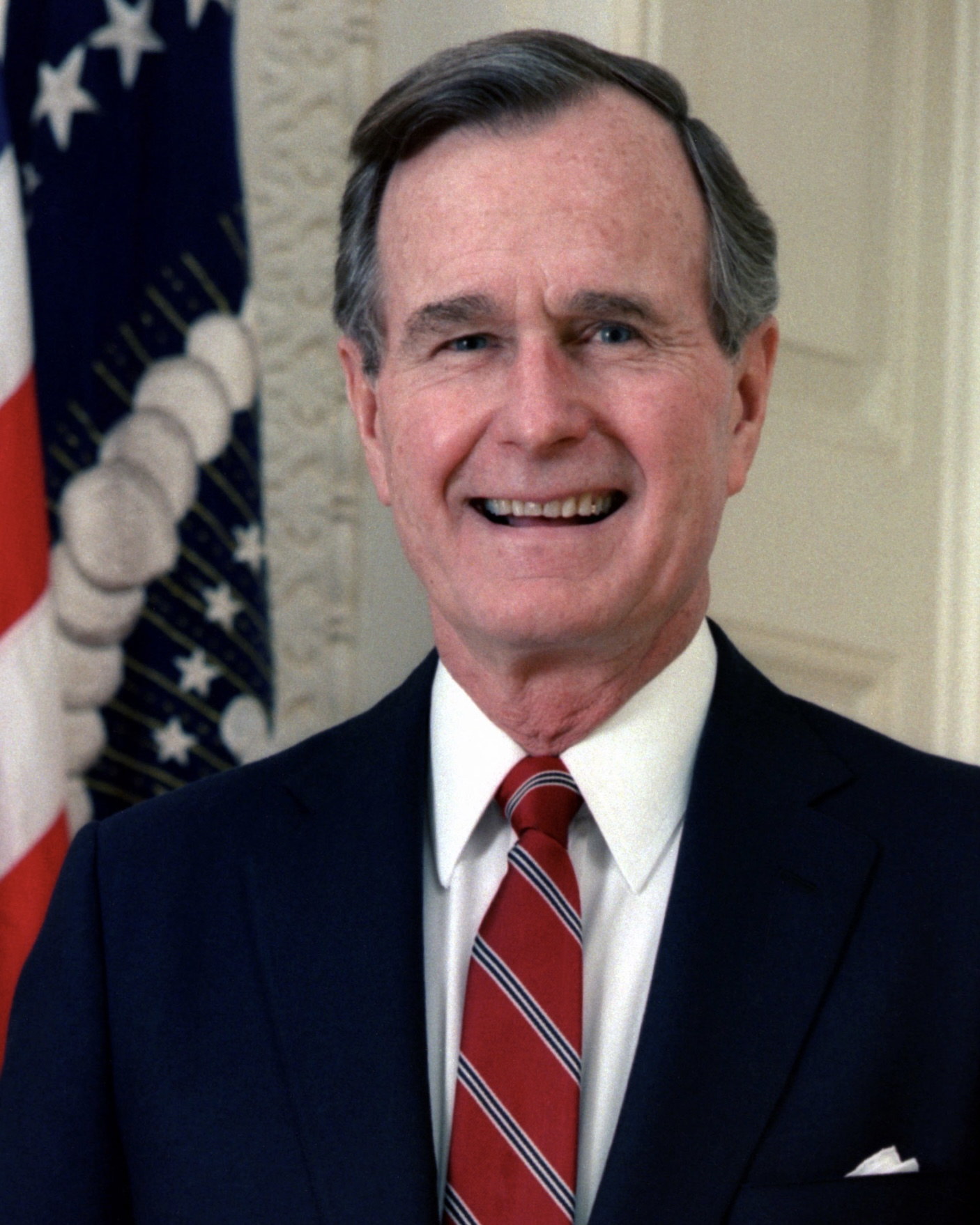
30 noiembrie: George H. W. Bush, politician american, al 41-lea președinte al Statelor Unite ale Americii

## Premii Nobel
- Medicină: James P. Allison (Statele Unite) și Tasuku Honjo (Japonia) pentru descoperirile lor în domeniul terapiei anticancer.
- Fizică: Arthur Ashkin (Statele Unite), Gérard Mourou (Franța) și Donna Strickland (Canada) pentru invențiile revoluționare din domeniul fizicii optice.
- Chimie: George P. Smith și Frances H. Arnold (ambii din Statele Unite) și Greg Winter (Marea Britanie) pentru crearea unei noi familii de proteine, care pot fi utile în orice domeniu.
- Premiul Nobel pentru Pace: Denis Mukwege (Congo) și Nadia Murad (Irak) pentru eforturile lor de a pune capăt folosirii violenței sexuale ca armă de război și conflict armat.
- Științe Economice: William Nordhaus și Paul Romer (ambii din Statele Unite) pentru integrarea schimbării climatice și inovații tehnologice în analiza macroeconomică.
- Literatură: Olga Tokarczuk (Polonia), „pentru imaginația narativă care, cu pasiune enciclopedică, reprezintă încrucișarea unor limite ca forme de viață” (decernat la 10 octombrie 2019).